# Olympische Sommerspiele 2020/Teilnehmer (Australien)
| Gelbes Symbol für Goldmedaillen mit stilisierten Olympischen Ringen | Graues Symbol für Silbermedaillen mit stilisierten Olympischen Ringen | Braundes Symbol für Bronzemedaillen mit stilisierten Olympischen Ringen |
| ------------------------------------------------------------------- | --------------------------------------------------------------------- | ----------------------------------------------------------------------- |
| 17                                                                  | 7                                                                     | 22                                                                      |

Australien nahm an den Olympischen Spielen 2020 in Tokio mit 479 Sportler in 33 Sportarten teil. Es war die insgesamt 29. Teilnahme an Olympischen Sommerspielen.

## Medaillengewinner

### Gold
| Name | Sportart   | Wettkampf                    |
| --- | ---------- | ---------------------------- |
| Lucy Stephan Rosemary Popa Jessica Morrison Annabelle McIntyre                                             | Rudern     | Vierer ohne Steuerfrau       |
| Alexander Purnell Spencer Turrin Jack Hargreaves Alexander Hill                                            | Rudern     | Vierer ohne Steuermann       |
| Mollie O’Callaghan Meg Harris Madison Wilson Bronte Campbell Emma McKeon Cate Campbell                     | Schwimmen  | 4 × 100 m Freistil Frauen    |
| Ariarne Titmus                                                                                             | Schwimmen  | 400 m Freistil Frauen        |
| Kaylee McKeown                                                                                             | Schwimmen  | 100 m Rücken Frauen          |
| Ariarne Titmus                                                                                             | Schwimmen  | 200 m Freistil Frauen        |
| Emma McKeon                                                                                                | Schwimmen  | 100 m Freistil Frauen        |
| Kaylee McKeown                                                                                             | Schwimmen  | 200 m Rücken Frauen          |
| Emma McKeon                                                                                                | Schwimmen  | 50 m Freistil Frauen         |
| Kaylee McKeown Chelsea Hodges Emma McKeon Cate Campbell Emily Seebohm Brianna Throssell Mollie O’Callaghan | Schwimmen  | 4 × 100 m Lagen Frauen       |
| Zac Stubblety-Cook                                                                                         | Schwimmen  | 200 m Brust Männer           |
| Jessica Fox                                                                                                | Kanu       | Einer-Canadier Slalom Frauen |
| Jean van der Westhuyzen Thomas Green                                                                       | Kanu       | Zweier-Kajak 1000 m Männer   |
| Logan Martin                                                                                               | Radsport   | BMX-Freestyle Männer         |
| Matthew Wearn                                                                                              | Segeln     | Laser Männer                 |
| Mathew Belcher William Ryan                                                                                | Segeln     | 470er Männer                 |
| Keegan Palmer                                                                                              | Skateboard | Park Männer                  |

### Silber
| Name | Sportart       | Wettkampf                 |
| --- | -------------- | ------------------------- |
| Nicola McDermott | Leichtathletik | Hochsprung Frauen         |
| Ariarne Titmus | Schwimmen      | 800 m Freistil Frauen     |
| Kyle Chalmers | Schwimmen      | 100 m Freistil Männer     |
| Jack McLoughlin | Schwimmen      | 400 m Freistil Männer     |
| Daniel Beale Joshua Beltz Tim Brand Andrew Charter Thomas Craig Matthew Dawson Blake Govers Jeremy Hayward Tim Howard Dylan Martin Trent Mitton Edward Ockenden Flynn Ogilvie Lachlan Sharp Joshua Simmonds Jacob Whetton Tom Wickham Aran Zalewski | Hockey         | Hockey Herren             |
| Andrew Hoy Shane Rose Kevin McNab | Reiten         | Vielseitigkeit Mannschaft |
| Taliqua Clancy Mariafe Artacho | Volleyball     | Beachvolleyball Frauen    |

### Bronze
| Name | Sportart       | Wettkampf                         |
| --- | -------------- | --------------------------------- |
| Harry Garside | Boxen          | Leichtgewicht bis 63 kg (Männer)  |
| Jack Cleary Caleb Antill Cameron Girdlestone Luke Letcher                                                                                                  | Rudern         | Doppelvierer Männer               |
| Ria Thompson Rowena Meredith Harriet Hudson Caitlin Cronin                                                                                                 | Rudern         | Doppelvierer Frauen               |
| Tamsin Cook Meg Harris Emma McKeon Leah Neale Mollie O’Callaghan Brianna Throssell Ariarne Titmus Madison Wilson                                           | Schwimmen      | 4 × 200 m Freistil Frauen         |
| Cate Campbell | Schwimmen      | 100 m Freistil Frauen             |
| Emma McKeon | Schwimmen      | 100 m Schmetterling               |
| Emily Seebohm | Schwimmen      | 200 m Rücken Frauen               |
| Kareena Lee | Schwimmen      | 10 km Freiwasser Frauen           |
| Kaylee McKeown Zac Stubblety-Cook Matthew Temple Emma McKeon                                                                                               | Schwimmen      | 4 × 100 m Lagen Mixed             |
| Brendon Smith | Schwimmen      | 400 m Lagen Männer                |
| Matthew Temple Zac Incerti Alexander Graham Kyle Chalmers Cameron McEvoy (Vorlauf)                                                                         | Schwimmen      | 4 × 100 m Freistil Männer         |
| Alexander Graham Kyle Chalmers Zac Incerti Thomas Neill Mack Horton (Vorlauf) Elijah Winnington (Vorlauf)                                                  | Schwimmen      | 4 × 200 m Freistil Männer         |
| Melissa Wu | Wasserspringen | 10 m Turmspringen Frauen          |
| Aron Baynes Matthew Dellavedova Dante Exum Chris Goulding Josh Green Joe Ingles Nick Kay Jock Landale Patty Mills Duop Reath Nathan Sobey Matisse Thybulle | Basketball     | Mannschaft Herren                 |
| Jessica Fox | Kanu           | Einer-Kajak Slalom Frauen         |
| Kelsey-Lee Barber | Leichtathletik | Speerwurf Frauen                  |
| Ashley Moloney | Leichtathletik | Zehnkampf Männer                  |
| Rohan Dennis | Radsport       | Zeitfahren Straße Männer          |
| Leigh Howard Kelland O’Brien Lucas Plapp Sam Welsford Alexander Porter                                                                                     | Radsport       | Mannschaftsverfolgung Bahn Männer |
| Andrew Hoy | Reiten         | Vielseitigkeit Einzel             |
| Owen Wright | Surfen         | Männer                            |
| Ashleigh Barty John Peers | Tennis         | Mixed                             |

## Teilnehmer nach Sportarten

### Badminton
| Athleten                         | Wettbewerb | Gruppenphase                 | Gruppenphase              | Gruppenphase | Gruppenphase | Achtelfinale  | Achtelfinale  | Viertelfinale | Viertelfinale | Halbfinale    | Halbfinale    | Finale        | Finale        | Rang  |
| Athleten                         | Wettbewerb | Gegner                       | Ergebnis                  | Punkte       | Rang         | Gegner        | Ergebnis      | Gegner        | Ergebnis      | Gegner        | Ergebnis      | Gegner        | Ergebnis      | Rang  |
| -------------------------------- | ---------- | ---------------------------- | ------------------------- | ------------ | ------------ | ------------- | ------------- | ------------- | ------------- | ------------- | ------------- | ------------- | ------------- | ----- |
| Frauen                           |            |                              |                           |              |              |               |               |               |               |               |               |               |               |       |
| Wendy Chen                       | Einzel     | M. Blichfeldt                | 0:2 (7:21, 14:21)         | 83:88        | 2            | ausgeschieden | ausgeschieden | ausgeschieden | ausgeschieden | ausgeschieden | ausgeschieden | ausgeschieden | ausgeschieden | 15–28 |
| Wendy Chen                       | Einzel     | L. Setschiri                 | 2:1 (21:16, 20:22, 21:8)  | 83:88        | 2            | ausgeschieden | ausgeschieden | ausgeschieden | ausgeschieden | ausgeschieden | ausgeschieden | ausgeschieden | ausgeschieden | 15–28 |
| Setyana Mapasa Gronya Somerville | Doppel     | Lee S.-h. / Shin S.-c.       | 0:2 (9:21, 6:21)          | 91:136       | 3            | —             | —             | ausgeschieden | ausgeschieden | ausgeschieden | ausgeschieden | ausgeschieden | ausgeschieden | 9–12  |
| Setyana Mapasa Gronya Somerville | Doppel     | Du Y. / Li Y.                | 0:2 (9:21, 12:21)         | 91:136       | 3            | —             | —             | ausgeschieden | ausgeschieden | ausgeschieden | ausgeschieden | ausgeschieden | ausgeschieden | 9–12  |
| Setyana Mapasa Gronya Somerville | Doppel     | M. Fruergaard / S. Thygesen  | 2:1 (21:19, 13:21, 21:12) | 91:136       | 3            | —             | —             | ausgeschieden | ausgeschieden | ausgeschieden | ausgeschieden | ausgeschieden | ausgeschieden | 9–12  |
| Mixed                            |            |                              |                           |              |              |               |               |               |               |               |               |               |               |       |
| Simon Leung Gronya Somerville    | Doppel     | P. Jordan / M. D. Oktavianti | 1:2 (22:20, 17:21, 13:21) | 94:146       | 4            | —             | —             | ausgeschieden | ausgeschieden | ausgeschieden | ausgeschieden | ausgeschieden | ausgeschieden | 13–16 |
| Simon Leung Gronya Somerville    | Doppel     | Y. Watanabe / A. Higashino   | 0:2 (7:21, 15:21)         | 94:146       | 4            | —             | —             | ausgeschieden | ausgeschieden | ausgeschieden | ausgeschieden | ausgeschieden | ausgeschieden | 13–16 |
| Simon Leung Gronya Somerville    | Doppel     | M. Christiansen / A. Bøje    | 0:2 (6:21, 14:21)         | 94:146       | 4            | —             | —             | ausgeschieden | ausgeschieden | ausgeschieden | ausgeschieden | ausgeschieden | ausgeschieden | 13–16 |

### Basketball
| Wettbewerb       | Damen | Herren |
| ---------------- | --- | --- |
| Athleten         | Rebecca Allen Sara Blicavs Katie Ebzery Cayla George Tessa Lavey Tess Madgen Eziyoda Magbegor Leilani Mitchell Jenna O’Hea Alanna Smith Stephanie Talbot Marianna Tolo | Aron Baynes Matthew Dellavedova Dante Exum Chris Goulding Josh Green Joe Ingles Nick Kay Jock Landale Patty Mills Duop Reath Nathan Sobey Matisse Thybulle |
| Trainer          | Sandy Brondello | Brian Goorjian |
| Gruppenphase     | Belgien (70–85) China (74–76) Puerto Rico (96–69) | Nigeria (84–67) Italien (86–83) Deutschland (89–76) |
| Viertelfinale    | Vereinigte Staaten (55–79) | Argentinien (97–59) |
| Halbfinale       | ausgeschieden | Vereinigte Staaten (78–97) |
| Spiel um Platz 3 | ausgeschieden | Slowenien (107–93) |
| Platzierung      | 8. Platz | Bronze |

### Beachvolleyball
| Athleten                                 | Gruppenphase            | Gruppenphase              | Gruppenphase | Gruppenphase | Achtelfinale  | Achtelfinale       | Viertelfinale          | Viertelfinale             | Halbfinale            | Halbfinale         | Finale          | Finale             | Rang   |
| Athleten                                 | Gegner                  | Ergebnis                  | Punkte       | Rang         | Gegner        | Ergebnis           | Gegner                 | Ergebnis                  | Gegner                | Ergebnis           | Gegner          | Ergebnis           | Rang   |
| ---------------------------------------- | ----------------------- | ------------------------- | ------------ | ------------ | ------------- | ------------------ | ---------------------- | ------------------------- | --------------------- | ------------------ | --------------- | ------------------ | ------ |
| Frauen                                   |                         |                           |              |              |               |                    |                        |                           |                       |                    |                 |                    |        |
| Taliqua Clancy Mariafe Artacho del Solar | Lidy / Leila            | 2:0 (21:15, 21:14)        | 5            | 2            | Xue / Wang    | 2:0 (22:20, 21:13) | Humana-Paredes / Pavan | 2:1 (21:15, 19:21, 15:12) | Graudiņa / Kravčenoka | 2:0 (23:21, 21:13) | Klineman / Ross | 0:2 (15:21, 16:21) | Silber |
| Taliqua Clancy Mariafe Artacho del Solar | Menegatti / Orsi Toth   | 2:0 (22:20, 21:19)        | 5            | 2            | Xue / Wang    | 2:0 (22:20, 21:13) | Humana-Paredes / Pavan | 2:1 (21:15, 19:21, 15:12) | Graudiņa / Kravčenoka | 2:0 (23:21, 21:13) | Klineman / Ross | 0:2 (15:21, 16:21) | Silber |
| Taliqua Clancy Mariafe Artacho del Solar | Makrogusowa / Cholomina | 1:2 (8:21, 21:15, 12:15)  | 5            | 2            | Xue / Wang    | 2:0 (22:20, 21:13) | Humana-Paredes / Pavan | 2:1 (21:15, 19:21, 15:12) | Graudiņa / Kravčenoka | 2:0 (23:21, 21:13) | Klineman / Ross | 0:2 (15:21, 16:21) | Silber |
| Männer                                   |                         |                           |              |              |               |                    |                        |                           |                       |                    |                 |                    |        |
| Christopher McHugh Damien Schumann       | Mol / Sørum             | 1:2 (18:21, 21:18, 13:15) | 3            | 4            | ausgeschieden | ausgeschieden      | ausgeschieden          | ausgeschieden             | ausgeschieden         | ausgeschieden      | ausgeschieden   | ausgeschieden      | 19     |
| Christopher McHugh Damien Schumann       | Semjonow / Leschukow    | 0:2 (14:21, 16:21)        | 3            | 4            | ausgeschieden | ausgeschieden      | ausgeschieden          | ausgeschieden             | ausgeschieden         | ausgeschieden      | ausgeschieden   | ausgeschieden      | 19     |
| Christopher McHugh Damien Schumann       | Herrera / Gavira        | 0:2 (16:21, 16:21)        | 3            | 4            | ausgeschieden | ausgeschieden      | ausgeschieden          | ausgeschieden             | ausgeschieden         | ausgeschieden      | ausgeschieden   | ausgeschieden      | 19     |

### Bogenschießen
| Athleten                             | Wettbewerb | Qualifikation | Qualifikation | 1. Runde         | 1. Runde | 2. Runde      | 2. Runde      | Achtelfinale      | Achtelfinale  | Viertelfinale | Viertelfinale | Halbfinale    | Halbfinale    | Finale        | Finale        | Rang |
| Athleten                             | Wettbewerb | Ringe         | Rang          | Gegner           | Ergebnis | Gegner        | Ergebnis      | Gegner            | Ergebnis      | Gegner        | Ergebnis      | Gegner        | Ergebnis      | Gegner        | Ergebnis      | Rang |
| ------------------------------------ | ---------- | ------------- | ------------- | ---------------- | -------- | ------------- | ------------- | ----------------- | ------------- | ------------- | ------------- | ------------- | ------------- | ------------- | ------------- | ---- |
| Frauen                               |            |               |               |                  |          |               |               |                   |               |               |               |               |               |               |               |      |
| Alice Ingley                         | Einzel     | 616           | 57            | X. Perowa        | 1:7      | ausgeschieden | ausgeschieden | ausgeschieden     | ausgeschieden | ausgeschieden | ausgeschieden | ausgeschieden | ausgeschieden | ausgeschieden | ausgeschieden | 33   |
| Männer                               |            |               |               |                  |          |               |               |                   |               |               |               |               |               |               |               |      |
| David Barnes                         | Einzel     | 648           | 50            | R. E. Salsabilla | 1:7      | ausgeschieden | ausgeschieden | ausgeschieden     | ausgeschieden | ausgeschieden | ausgeschieden | ausgeschieden | ausgeschieden | ausgeschieden | ausgeschieden | 33   |
| Ryan Tyack                           | Einzel     | 650           | 42            | N. D’Amour       | 6:5      | M. Gazoz      | 3:7           | ausgeschieden     | ausgeschieden | ausgeschieden | ausgeschieden | ausgeschieden | ausgeschieden | ausgeschieden | ausgeschieden | 17   |
| Taylor Worth                         | Einzel     | 651           | 39            | A. Prastyadi     | 6:0      | S. Wei        | 6:4           | M. Gazoz          | 1:7           | ausgeschieden | ausgeschieden | ausgeschieden | ausgeschieden | ausgeschieden | ausgeschieden | 9    |
| David Barnes Ryan Tyack Taylor Worth | Mannschaft | 1949          | 11            | —                | —        | —             | —             | Chinesisch Taipeh | 4:5           | ausgeschieden | ausgeschieden | ausgeschieden | ausgeschieden | ausgeschieden | ausgeschieden | 9    |
| Mixed                                |            |               |               |                  |          |               |               |                   |               |               |               |               |               |               |               |      |
| Alice Ingley Taylor Worth            | Mannschaft | 1267          | 25            | —                | —        | —             | —             | ausgeschieden     | ausgeschieden | ausgeschieden | ausgeschieden | ausgeschieden | ausgeschieden | ausgeschieden | ausgeschieden | 25   |

### Boxen
| Athleten       | Wettbewerb                  | 1. Runde     | 1. Runde | Achtelfinale  | Achtelfinale  | Viertelfinale  | Viertelfinale | Halbfinale    | Halbfinale    | Finale        | Finale        | Rang   |
| Athleten       | Wettbewerb                  | Gegner       | Ergebnis | Gegner        | Ergebnis      | Gegner         | Ergebnis      | Gegner        | Ergebnis      | Gegner        | Ergebnis      | Rang   |
| -------------- | --------------------------- | ------------ | -------- | ------------- | ------------- | -------------- | ------------- | ------------- | ------------- | ------------- | ------------- | ------ |
| Frauen         |                             |              |          |               |               |                |               |               |               |               |               |        |
| Skye Nicolson  | Federgewicht bis 57 kg      | Freilos      | Freilos  | Im A.-j.      | 4:1           | K. Artingstall | 2:3           | ausgeschieden | ausgeschieden | ausgeschieden | ausgeschieden | 5      |
| Caitlin Parker | Mittelgewicht bis 75 kg     | —            | —        | A. Bylon      | 0:5           | ausgeschieden  | ausgeschieden | ausgeschieden | ausgeschieden | ausgeschieden | ausgeschieden | 9      |
| Männer         |                             |              |          |               |               |                |               |               |               |               |               |        |
| Alex Winwood   | Fliegengewicht bis 52 kg    | P. Chinyemba | 1:4      | ausgeschieden | ausgeschieden | ausgeschieden  | ausgeschieden | ausgeschieden | ausgeschieden | ausgeschieden | ausgeschieden | 17     |
| Harry Garside  | Leichtgewicht bis 63 kg     | J. Ume       | 5:0      | J. Junias     | 5:0           | S. Safiullin   | 3:2           | A. Cruz Gómez | 0:5           | ausgeschieden | ausgeschieden | Bronze |
| Paulo Aokuso   | Halbschwergewicht bis 81 kg | Freilos      | Freilos  | G. Jalidov    | 2:3           | ausgeschieden  | ausgeschieden | ausgeschieden | ausgeschieden | ausgeschieden | ausgeschieden | 9      |

### Fußball
| Wettbewerb      | Frauen (Spiele/Tore) (Matildas) | Männer (Spiele/Tore) (Socceroos) |
| --------------- | --- | --- |
| Athleten        | Ellie Carpenter (5/0) Steph Catley (6/0) Kyra Cooney-Cross (6/0) Emily van Egmond (6/0) Caitlin Foord (5/1) Mary Fowler (5/1) Emily Gielnik (6/1) Elise Kellond-Knight Alanna Kennedy (6/1) Sam Kerr (6/6) Chloe Logarzo (4/0) Aivi Luik (3/0) Teagan Micah (5/0) Clare Polkinghorne (6/0) Hayley Raso (5/0) Kyah Simon (6/0) Lydia Williams (1/0) Tameka Yallop (6/1) | Daniel Arzani (3/0) Nathaniel Atkinson (2/0) Keanu Baccus (3/0) Nicholas D’Agostino (3/0) Thomas Deng (3/0) Mitchell Duke (2/0) Denis Genreau (3/0) Thomas Glover (3/0) Joel King (3/0) Ashley Maynard-Brewer Riley McGree (2/0) Connor Metcalfe (3/0) Dylan Pierias (1/0) Kye Rowles (2/0) Harry Souttar (3/0) Marco Tilio (3/1) Lachlan Wales (3/1) Caleb Watts (3/0) |
| Trainer         | Tony Gustavsson | Graham Arnold |
| P-Akkreditierte | Mackenzie Arnold Laura Brock (2/0) Charlotte Grant Courtney Nevin (1/0) | Cameron Devlin (1/0) Jordan Holmes Reno Piscopo Jay Rich-Baghuelou (1/0) |
| Gruppenphase    | Neuseeland (2:1) Schweden (2:4) Vereinigte Staaten (0:0) | Argentinien (2:0) Spanien (0:1) Ägypten (0:2) |
| Viertelfinale   | Großbritannien (2:2; 4:3 n. V.) | ausgeschieden |
| Halbfinale      | Schweden (0:1) | ausgeschieden |
| Spiel um Bronze | Vereinigte Staaten (3:4) | ausgeschieden |
| Platzierung     | 4. Platz | Gruppenletzter |

### Gewichtheben
| Athleten              | Wettbewerb                    | Reißen  | Reißen | Stoßen  | Stoßen | Zweikampf | Zweikampf | Rang |
| Athleten              | Wettbewerb                    | Gewicht | Rang   | Gewicht | Rang   | Gewicht   | Rang      | Rang |
| --------------------- | ----------------------------- | ------- | ------ | ------- | ------ | --------- | --------- | ---- |
| Frauen                |                               |         |        |         |        |           |           |      |
| Erika Yamasaki        | Leichtgewicht bis 59 kg       | 75 kg   | 12     | 95 kg   | 12     | 170 kg    | 12        | 12   |
| Kiana Elliott         | Mittelgewicht bis 64 kg       | 101 kg  | 6      | 108 kg  | 12     | 209 kg    | 11        | 11   |
| Charisma Amoe-Tarrant | Superschwergewicht über 87 kg | 105 kg  | 7      | 138 kg  | 6      | 243 kg    | 6         | 6    |
| Männer                |                               |         |        |         |        |           |           |      |
| Brandon Wakeling      | Leichtgewicht bis 73 kg       | 125 kg  | 14     | 166 kg  | 12     | 291 kg    | 13        | 13   |
| Matthew Lydement      | Schwergewicht bis 109 kg      | 158 kg  | 12     | 180 kg  | 12     | 338 kg    | 12        | 12   |

### Golf
| Athleten      | Runde 1 | Runde 2 | Runde 3 | Runde 4 | Gesamt | Par | Rang |
| ------------- | ------- | ------- | ------- | ------- | ------ | --- | ---- |
| Frauen        |         |         |         |         |        |     |      |
| Hannah Green  | 71      | 65      | 67      | 68      | 271    | −13 | 5    |
| Minjee Lee    | 71      | 68      | 73      | 68      | 280    | −4  | 29   |
| Männer        |         |         |         |         |        |     |      |
| Marc Leishman | 70      | 71      | 72      | 69      | 282    | −2  | 51   |
| Cameron Smith | 71      | 67      | 66      | 66      | 270    | −14 | 10   |

### Hockey
| Wettbewerb    | Frauen (Spiele/Tore) (Hockeyroos) | Männer (Spiele/Tore) (Kookaburras) |
| ------------- | --- | --- |
| Athleten      | Edwina Bone (6/0) Emily Chalker (6/5) Jane-Anne Claxton (6/0) Madison Fitzpatrick (6/1) Savannah Fitzpatrick (6/1) Greta Hayes (2/0) Kate Jenner (6/0) Stephanie Kershaw (6/1) Amy Lawton (5/0) (TW) Rachael Lynch (6/0) Ambrosia Malone (6/2) Kaitlin Nobbs (6/0) Brooke Peris (6/1) Karri Somerville (6/0) Grace Stewart (5/2) Renee Taylor (6/0) Mariah Williams (5/0) Georgia Wilson (1/0) | Daniel Beale (8/2) Joshua Beltz (7/1) Tim Brand (8/5) (TW) Andrew Charter (8/0) Tom Craig (1/1) Matthew Dawson (8/0) Blake Govers (8/7) Jeremy Hayward (8/2) Tim Howard (8/0) Dylan Martin (7/0) Trent Mitton (4/0) Edward Ockenden (8/0) Flynn Ogilvie (8/1) Lachlan Sharp (6/2) Joshua Simmonds (8/0) Jacob Whetton (8/0) Tom Wickham (7/6) Aran Zalewski (8/1) |
| Trainer       | Katrina Powell | Colin Batch |
| Gruppenphase  | Spanien (3:1) China (6:0) Japan (1:0) Neuseeland (1:0) Argentinien (2:0) | Japan (5:3) Indien (7:1) Argentinien (5:2) Neuseeland (4:2) Spanien (1:1) |
| Viertelfinale | Indien (0:1) | Niederlande (2:2, 5:2 n. PSO) |
| Halbfinale    | ausgeschieden | Deutschland (3:1) |
| Finale        | ausgeschieden | Belgien (1:1, 2:3 n. PSO) |
| Platzierung   | 5. Platz | Silber |

### Judo
| Athleten          | Wettbewerb | 1. Runde    | 1. Runde | 2. Runde | 2. Runde | Achtelfinale   | Achtelfinale | Viertelfinale | Viertelfinale | Halbfinale / Trostrunde | Halbfinale / Trostrunde | Finale / Platz 3 | Finale / Platz 3 | Rang |
| Athleten          | Wettbewerb | Gegner      | Ergebnis | Gegner   | Ergebnis | Gegner         | Ergebnis     | Gegner        | Ergebnis      | Gegner                  | Ergebnis                | Gegner           | Ergebnis         | Rang |
| ----------------- | ---------- | ----------- | -------- | -------- | -------- | -------------- | ------------ | ------------- | ------------- | ----------------------- | ----------------------- | ---------------- | ---------------- | ---- |
| Frauen            |            |             |          |          |          |                |              |               |               |                         |                         |                  |                  |      |
| Katharina Haecker | bis 63 kg  | G. Sharir   | 10s2:0s3 | —        | —        | J. Franssen    | 0:10s2       | ausgeschieden | ausgeschieden | ausgeschieden           | ausgeschieden           | ausgeschieden    | ausgeschieden    | 9    |
| Aoife Coughlan    | bis 70 kg  | K. Biribo   | 10:0s1   | —        | —        | G. Scoccimarro | 0:10         | ausgeschieden | ausgeschieden | ausgeschieden           | ausgeschieden           | ausgeschieden    | ausgeschieden    | 9    |
| Männer            |            |             |          |          |          |                |              |               |               |                         |                         |                  |                  |      |
| Nathan Katz       | bis 66 kg  | J. Postigos | 10s2:0s1 | —        | —        | B. Shmailov    | 0:1          | ausgeschieden | ausgeschieden | ausgeschieden           | ausgeschieden           | ausgeschieden    | ausgeschieden    | 9    |

### Kanu

#### Kanurennsport
| Athleten                                                           | Wettbewerb | Vorlauf      | Vorlauf | Viertelfinale | Viertelfinale | Halbfinale    | Halbfinale    | Finale A/B    | Finale A/B    | Rang          |
| Athleten                                                           | Wettbewerb | Zeit         | Rang    | Zeit          | Rang          | Zeit          | Rang          | Zeit          | Rang          | Rang          |
| ------------------------------------------------------------------ | ---------- | ------------ | ------- | ------------- | ------------- | ------------- | ------------- | ------------- | ------------- | ------------- |
| Frauen                                                             |            |              |         |               |               |               |               |               |               |               |
| Josephine Bulmer                                                   | C-1 200 m  | 53,354 s     | 6       | 51,474 s      | 7             | ausgeschieden | ausgeschieden | ausgeschieden | ausgeschieden | ausgeschieden |
| Bernadette Wallace                                                 | C-1 200 m  | 48,209 s     | 5       | 48,330 s      | 4             | ausgeschieden | ausgeschieden | ausgeschieden | ausgeschieden | ausgeschieden |
| Josephine Bulmer Bernadette Wallace                                | C-2 500 m  | 2:11,322 min | 7       | 2:11,180 min  | 5             | —             | —             | 2:05,698 min  | 5             | 13            |
| Alyssa Bull                                                        | K-1 500 m  | 1:49,416 min | 3       | —             | —             | 1:54,038 min  | 4             | 1:56,799 min  | 8             | 16            |
| Alyce Wood                                                         | K-1 500 m  | 1:48,572 min | 2       | —             | —             | 1:53,079 min  | 2             | 1:57,251 min  | 8             | 8             |
| Jo Brigden-Jones Alyssa Bull                                       | K-2 500 m  | 1:52,097 min | 5       | 1:50,325 min  | 4             | 1:42,092 min  | 8             | 1:41,073 min  | 5             | 13            |
| Jaime Roberts Alyce Wood                                           | K-2 500 m  | 1:45,499 min | 3       | 1:47,057 min  | 2             | 1:37,109 min  | 2             | 1:37,412 min  | 5             | 5             |
| Jo Brigden-Jones Catherine McArthur Shannon Reynolds Jaime Roberts | K-4 500 m  | 1:37,407 min | 4       | 1:37,601 min  | 5             | 1:38,170 min  | 4             | 1:39,797 min  | 7             | 7             |
| Männer                                                             |            |              |         |               |               |               |               |               |               |               |
| Thomas Green                                                       | K-1 1000 m | 3:39,492 min | 2       | —             | —             | 3:24,612 min  | 3             | 3:28,360 min  | 7             | 7             |
| Jean van der Westhuyzen                                            | K-1 1000 m | 3:46,186 min | 3       | 3:46,104 min  | 1             | 3:28,287 min  | 8             | 3:26,955 min  | 3             | 11            |
| Riley Fitzsimmons Jordan Wood                                      | K-2 1000 m | 3:18,453 min | 3       | 3:10,619 min  | 1             | 3:21,860 min  | 6             | 3:24,757 min  | 5             | 13            |
| Thomas Green Jean van der Westhuyzen                               | K-2 1000 m | 3:08,773 min | 1       | —             | —             | 3:17,077 min  | 1             | 3:15,280 min  | 1             | Gold          |
| Riley Fitzsimmons Murray Stewart Lachlan Tame Jordan Wood          | K-4 500 m  | 1:22,662 min | 2       | —             | —             | 1:24,868 min  | 2             | 1:25,025 min  | 6             | 6             |

#### Kanuslalom
| Athleten       | Wettbewerb | Vorlauf  | Vorlauf | Halbfinale | Halbfinale | Finale   | Finale | Rang   |
| Athleten       | Wettbewerb | Zeit     | Rang    | Zeit       | Rang       | Zeit     | Rang   | Rang   |
| -------------- | ---------- | -------- | ------- | ---------- | ---------- | -------- | ------ | ------ |
| Frauen         |            |          |         |            |            |          |        |        |
| Jessica Fox    | C-1        | 109,96 s | 5       | 110,59 s   | 1          | 105,04 s | 1      | Gold   |
| Jessica Fox    | K-1        | 98,46 s  | 1       | 105,85 s   | 1          | 106,73 s | 3      | Bronze |
| Männer         |            |          |         |            |            |          |        |        |
| Daniel Watkins | C-1        | 103,07 s | 10      | 101,28 s   | 2          | 108,18 s | 9      | 9      |
| Lucien Delfour | K-1        | 91,10 s  | 3       | 97,52 s    | 6          | 102,33 s | 8      | 8      |

### Karate

#### Kumite
| Athleten        | Wettbewerb       | Gruppenphase | Gruppenphase | Halbfinale    | Halbfinale    | Finale        | Finale        | Rang |
| Athleten        | Wettbewerb       | Punkte       | Rang         | Gegner        | Ergebnis      | Gegner        | Ergebnis      | Rang |
| --------------- | ---------------- | ------------ | ------------ | ------------- | ------------- | ------------- | ------------- | ---- |
| Männer          |                  |              |              |               |               |               |               |      |
| Tsuneari Yahiro | Kumite bis 75 kg | 0            | 5            | ausgeschieden | ausgeschieden | ausgeschieden | ausgeschieden | 9    |

### Leichtathletik
Laufen und Gehen 
Jessica Hull stellte im Halbfinale über 1500 m einen neuen Asienrekord auf. Peter Bol stellte im Halbfinale über 800 m einen neuen Asienrekord auf.
| Athleten                                                                           | Wettbewerb       | 1. Runde     | 1. Runde | Halbfinale    | Halbfinale    | Finale        | Finale        | Rang          |
| Athleten                                                                           | Wettbewerb       | Zeit         | Rang     | Zeit          | Rang          | Zeit          | Rang          | Rang          |
| ---------------------------------------------------------------------------------- | ---------------- | ------------ | -------- | ------------- | ------------- | ------------- | ------------- | ------------- |
| Frauen                                                                             |                  |              |          |               |               |               |               |               |
| Hana Basic                                                                         | 100 m            | 11,32 s      | 5        | ausgeschieden | ausgeschieden | ausgeschieden | ausgeschieden | ausgeschieden |
| Riley Day                                                                          | 200 m            | 22,94 s      | 3        | 22,56 s       | 4             | ausgeschieden | ausgeschieden | ausgeschieden |
| Bendere Oboya                                                                      | 400 m            | 52,37 s      | 5        | ausgeschieden | ausgeschieden | ausgeschieden | ausgeschieden | ausgeschieden |
| Catriona Bisset                                                                    | 800 m            | 2:01,65 min  | 5        | ausgeschieden | ausgeschieden | ausgeschieden | ausgeschieden | ausgeschieden |
| Morgan Mitchell                                                                    | 800 m            | 2:05,44 min  | 6        | ausgeschieden | ausgeschieden | ausgeschieden | ausgeschieden | ausgeschieden |
| Abbey Caldwell                                                                     | 1500 m           | DNS          | DNS      | ausgeschieden | ausgeschieden | ausgeschieden | ausgeschieden | ausgeschieden |
| Georgia Griffith                                                                   | 1500 m           | 4:14,43 min  | 14       | ausgeschieden | ausgeschieden | ausgeschieden | ausgeschieden | ausgeschieden |
| Linden Hall                                                                        | 1500 m           | 4:02,27 min  | 3        | 4:01,37 min   | 10            | 3:59,01 min   | 6             | 6             |
| Jessica Hull                                                                       | 1500 m           | 4:05,28 min  | 18       | 3:58,81 min   | 4             | 4:02,63 min   | 11            | 11            |
| Isobel Batt-Doyle                                                                  | 5000 m           | 15:21,65 min | 15       | —             | —             | ausgeschieden | ausgeschieden | ausgeschieden |
| Jenny Blundell                                                                     | 5000 m           | 15:11,27 min | 11       | —             | —             | ausgeschieden | ausgeschieden | ausgeschieden |
| Rose Davies                                                                        | 5000 m           | 15:50,07 min | 18       | —             | —             | ausgeschieden | ausgeschieden | ausgeschieden |
| Liz Clay                                                                           | 100 m Hürden     | 12,87 s      | 2        | 12,71 s       | 3             | ausgeschieden | ausgeschieden | ausgeschieden |
| Sarah Carli                                                                        | 400 m Hürden     | 56,93 s      | 5        | ausgeschieden | ausgeschieden | ausgeschieden | ausgeschieden | ausgeschieden |
| Amy Cashin                                                                         | 3000 m Hindernis | 9:34,76 min  | 11       | —             | —             | ausgeschieden | ausgeschieden | ausgeschieden |
| Genevieve Gregson                                                                  | 3000 m Hindernis | 9:26,11 min  | 6        | —             | —             | DNF           | DNF           | DNF           |
| Georgia Winkcup                                                                    | 3000 m Hindernis | 9:59,29 min  | 13       | —             | —             | ausgeschieden | ausgeschieden | ausgeschieden |
| Sinead Diver                                                                       | Marathon         | —            | —        | —             | —             | 2:31:14 h     | 10            | 10            |
| Ellie Pashley                                                                      | Marathon         | —            | —        | —             | —             | 2:33:39 h     | 23            | 23            |
| Lisa Weightman                                                                     | Marathon         | —            | —        | —             | —             | 2:34:19 h     | 26            | 26            |
| Katie Hayward                                                                      | 20 km Gehen      | —            | —        | —             | —             | 1:38:11 h     | 37            | 37            |
| Rebecca Henderson                                                                  | 20 km Gehen      | —            | —        | —             | —             | 1:38:21 h     | 38            | 38            |
| Jemima Montag                                                                      | 20 km Gehen      | —            | —        | —             | —             | 1:30:39 h     | 6             | 6             |
| Ellie Beer Angeline Blackburn Kendra Hubbard Bendere Oboya Anneliese Rubie-Renshaw | 4 × 400 m        | 3:30,61 min  | 7        | —             | —             | ausgeschieden | ausgeschieden | ausgeschieden |
| Männer                                                                             |                  |              |          |               |               |               |               |               |
| Rohan Browning                                                                     | 100 m            | 10,01 s      | 1        | 10,09 s       | 5             | ausgeschieden | ausgeschieden | ausgeschieden |
| Alexander Beck                                                                     | 400 m            | 45,54 s      | 6        | ausgeschieden | ausgeschieden | ausgeschieden | ausgeschieden | ausgeschieden |
| Steven Solomon                                                                     | 400 m            | 44,94 s      | 2        | 45,15 s       | 3             | ausgeschieden | ausgeschieden | ausgeschieden |
| Peter Bol                                                                          | 800 m            | 1:44,13 min  | 2        | 1:44,11 min   | 1             | 1:45,92 min   | 4             | 4             |
| Charlie Hunter                                                                     | 800 m            | 1:45,91 min  | 4        | 1:46,73 min   | 7             | ausgeschieden | ausgeschieden | ausgeschieden |
| Jeffrey Riseley                                                                    | 800 m            | 1:45,41 min  | 4        | 1:47,17 min   | 5             | ausgeschieden | ausgeschieden | ausgeschieden |
| Jye Edwards                                                                        | 1500 m           | 3:42,62 min  | 7        | ausgeschieden | ausgeschieden | ausgeschieden | ausgeschieden | ausgeschieden |
| Oliver Hoare                                                                       | 1500 m           | 3:36,09 min  | 3        | 3:34,35 min   | 4             | 3:35,79 min   | 11            | 11            |
| Stewart McSweyn                                                                    | 1500 m           | 3:36,39 min  | 3        | 3:32,54 min   | 5             | 3:31,91 min   | 7             | 7             |
| Morgan McDonald                                                                    | 5000 m           | 13:37,36 min | 11       | —             | —             | ausgeschieden | ausgeschieden | ausgeschieden |
| David McNeill                                                                      | 5000 m           | 13:39,97 min | 8        | —             | —             | ausgeschieden | ausgeschieden | ausgeschieden |
| Patrick Tiernan                                                                    | 5000 m           | DNS          | DNS      | —             | —             | ausgeschieden | ausgeschieden | ausgeschieden |
| Patrick Tiernan                                                                    | 10.000 m         | —            | —        | —             | —             | 28:35,06 min  | 19            | 19            |
| Nicholas Hough                                                                     | 110 m Hürden     | 13,57 s      | 3        | 13,88 s       | 7             | ausgeschieden | ausgeschieden | ausgeschieden |
| Ben Buckingham                                                                     | 3000 m Hindernis | 8:20,95 min  | 7        | —             | —             | ausgeschieden | ausgeschieden | ausgeschieden |
| Matthew Clarke                                                                     | 3000 m Hindernis | 8:42,37 min  | 14       | —             | —             | ausgeschieden | ausgeschieden | ausgeschieden |
| Edward Trippas                                                                     | 3000 m Hindernis | 8:29,90 min  | 11       | —             | —             | ausgeschieden | ausgeschieden | ausgeschieden |
| Liam Adams                                                                         | Marathon         | —            | —        | —             | —             | 2:15:51 h     | 24            | 24            |
| Jack Rayner                                                                        | Marathon         | —            | —        | —             | —             | DNF           | DNF           | DNF           |
| Brett Robinson                                                                     | Marathon         | —            | —        | —             | —             | 2:24:06 h     | 66            | 66            |
| Kyle Swan                                                                          | 20 km Gehen      | —            | —        | —             | —             | 1:27:55 h     | 36            | 36            |
| Declan Tingay                                                                      | 20 km Gehen      | —            | —        | —             | —             | 1:24:00 h     | 17            | 17            |
| Rhydian Cowley                                                                     | 50 km Gehen      | —            | —        | —             | —             | 3:52:01 h     | 8             | 8             |

Springen und Werfen
| Athleten          | Wettbewerb     | Qualifikation | Qualifikation | Finale        | Finale        | Rang       |
| Athleten          | Wettbewerb     | Weite/Höhe    | Rang          | Weite/Höhe    | Rang          | Rang       |
| ----------------- | -------------- | ------------- | ------------- | ------------- | ------------- | ---------- |
| Frauen            |                |               |               |               |               |            |
| Dani Stevens      | Diskuswurf     | 58,77 m       | 22            | ausgeschieden | ausgeschieden | 22         |
| Nicola McDermott  | Hochsprung     | 1,95 m        | 1             | 2,02 m        | 2             | Silber     |
| Eleanor Patterson | Hochsprung     | 1,95 m        | 3             | 1,96 m        | 5             | 5          |
| Kelsey-Lee Barber | Speerwurf      | 62,59 m       | 2             | 64,56 m       | 3             | Bronze     |
| Mackenzie Little  | Speerwurf      | 62,37 m       | 2             | 59,96 m       | 8             | 8          |
| Kathryn Mitchell  | Speerwurf      | 61,85 m       | 7             | 61,82 m       | 6             | 6          |
| Nina Kennedy      | Stabhochsprung | 4,40 m        | 22            | ausgeschieden | ausgeschieden | 22         |
| Liz Parnov        | Stabhochsprung | 4,25 m        | 24            | ausgeschieden | ausgeschieden | 24         |
| Brooke Stratton   | Weitsprung     | 6,60 m        | 8             | 6,83 m        | 7             | 7          |
| Männer            |                |               |               |               |               |            |
| Matthew Denny     | Diskuswurf     | 65,13 m       | 3             | 67,02 m       | 4             | 4          |
| Brandon Starc     | Hochsprung     | 2,28 m        | 2             | 2,35 m        | 5             | 5          |
| Kurtis Marschall  | Stabhochsprung | 5,75 m        | 5             | keine Höhe    | keine Höhe    | keine Höhe |
| Henry Frayne      | Weitsprung     | 7,93 m        | 14            | ausgeschieden | ausgeschieden | 14         |

 Mehrkampf 
Ashley Moloney stellte mit 8649 Punkten einen neuen asiatischen Rekord auf.
| Athleten       | 100 m   | 100 m | Weitsprung | Weitsprung | Kugelstoßen | Kugelstoßen | Hochsprung | Hochsprung | 400 m   | 400 m | 110 m Hürden | 110 m Hürden | Diskuswurf | Diskuswurf | Stabhochsprung | Stabhochsprung | Speerwurf | Speerwurf | 1500 m      | 1500 m | Punkte | Rang   |
| Athleten       | Zeit    | Pkte. | Weite      | Pkte.      | Weite       | Pkte.       | Höhe       | Pkte.      | Zeit    | Pkte. | Zeit         | Pkte.        | Weite      | Pkte.      | Höhe           | Pkte.          | Weite     | Pkte.     | Zeit        | Pkte.  | Punkte | Rang   |
| -------------- | ------- | ----- | ---------- | ---------- | ----------- | ----------- | ---------- | ---------- | ------- | ----- | ------------ | ------------ | ---------- | ---------- | -------------- | -------------- | --------- | --------- | ----------- | ------ | ------ | ------ |
| Zehnkampf      |         |       |            |            |             |             |            |            |         |       |              |              |            |            |                |                |           |           |             |        |        |        |
| Cedric Dubler  | 10,89 s | 885   | 7,36 m     | 900        | 13,35 m     | 689         | 2,05 m     | 850        | 49,02 s | 860   | 15,10 s      | 837          | 34,31 m    | 732        | keine Höhe     | 0              | 58,52 m   | 716       | 5:03,69 min | 539    | 7008   | 21     |
| Ashley Moloney | 10,34 s | 1013  | 7,64 m     | 970        | 14,49 m     | 758         | 2,11 m     | 906        | 46,29 s | 994   | 14,08 s      | 964          | 44,38 m    | 754        | 5,00 m         | 910            | 57,12 m   | 695       | 4:39,19 min | 685    | 8649   | Bronze |

### Moderner Fünfkampf
| Athleten       | Fechten | Fechten | Schwimmen   | Schwimmen | Reiten  | Reiten | Combined     | Combined | Punkte | Rang |
| Athleten       | Bilanz  | Punkte  | Zeit        | Punkte    | Zeit    | Punkte | Zeit         | Punkte   | Punkte | Rang |
| -------------- | ------- | ------- | ----------- | --------- | ------- | ------ | ------------ | -------- | ------ | ---- |
| Frauen         |         |         |             |           |         |        |              |          |        |      |
| Marina Carrier | 18+0    | 208     | 2:17,35 min | 276       | 84,73 s | 296    | 13:43,86 min | 477      | 1257   | 27   |
| Männer         |         |         |             |           |         |        |              |          |        |      |
| Edward Fernon  | 9+3     | 157     | 2:10,85 min | 289       | 85,17 s | 288    | 12:05,89 min | 575      | 1309   | 31   |

### Radsport

#### Bahn
| Athleten                                                                        | Wettbewerb            | Qualifikation | Qualifikation | Runde 1      | Runde 1 | Hoffnungslauf | Hoffnungslauf | Runde 2       | Runde 2       | Hoffnungslauf | Hoffnungslauf | Achtelfinale  | Achtelfinale  | Viertelfinale | Viertelfinale | Halbfinale    | Halbfinale    | Finals            | Finals        | Rang   |
| Athleten                                                                        | Wettbewerb            | Zeit          | Rang          | Zeit         | Rang    | Zeit          | Rang          | Zeit          | Rang          | Zeit          | Rang          | Zeit          | Rang          | Zeit          | Rang          | Zeit          | Rang          | Zeit/Punkte       | Rang          | Rang   |
| ------------------------------------------------------------------------------- | --------------------- | ------------- | ------------- | ------------ | ------- | ------------- | ------------- | ------------- | ------------- | ------------- | ------------- | ------------- | ------------- | ------------- | ------------- | ------------- | ------------- | ----------------- | ------------- | ------ |
| Frauen                                                                          |                       |               |               |              |         |               |               |               |               |               |               |               |               |               |               |               |               |                   |               |        |
| Kaarle McCulloch                                                                | Keirin                | +0,365 s      | 4             | -            | -       | +0,136 s      | 2             | -             | -             | -             | -             | -             | -             | +0,136 s      | 2             | +0,400 s      | 5             | +0,097 s          | 3             | 9      |
| Kaarle McCulloch                                                                | Sprint                | 10,679 s      | 14            | +0,255 s     | 2       | -             | 1             | +0,135 s      | 2             | +0,117 s      | 2             | ausgeschieden | ausgeschieden | ausgeschieden | ausgeschieden | ausgeschieden | ausgeschieden | ausgeschieden     | ausgeschieden | 13     |
| Georgia Baker Maeve Plouffe                                                     | Madison               | -             | -             | -            | -       | -             | -             | -             | -             | -             | -             | -             | -             | -             | -             | -             | -             | 9                 | 7             | 7      |
| Ashlee Ankudinoff Georgia Baker Maeve Plouffe Annette Edmondson Alexandra Manly | Mannschaftsverfolgung | 4:13,571 min  | 7             | 4:09,992 min | 1       | -             | -             | -             | -             | -             | -             | -             | -             | -             | -             | -             | -             | 4:11,041 min      | 1             | 5      |
| Männer                                                                          |                       |               |               |              |         |               |               |               |               |               |               |               |               |               |               |               |               |                   |               |        |
| Matthew Richardson                                                              | Sprint                | 9,685 s       | 21            | +0,618 s     | 2       | +0,421 s      | 3             | ausgeschieden | ausgeschieden | ausgeschieden | ausgeschieden | ausgeschieden | ausgeschieden | ausgeschieden | ausgeschieden | ausgeschieden | ausgeschieden | ausgeschieden     | ausgeschieden | 22     |
| Matthew Richardson                                                              | Keirin                | -             | -             | +0,070 s     | 2       | -             | -             | -             | -             | -             | -             | -             | -             | +0,212 s      | 5             | -             | -             | -                 | -             | 22     |
| Nathan Hart                                                                     | Sprint                | 9,696 s       | 22            | +0,306 s     | 2       | +0,185 s      | 3             | ausgeschieden | ausgeschieden | ausgeschieden | ausgeschieden | ausgeschieden | ausgeschieden | ausgeschieden | ausgeschieden | ausgeschieden | ausgeschieden | ausgeschieden     | ausgeschieden | 23     |
| Matthew Glaetzer                                                                | Keirin                | -             | -             | +0,093 s     | 3       | -             | 1             | -             | -             | -             | -             | -             | -             | +0,104 s      | 4             | +0,003 s      | 2             | +1,334 s          | 5             | 5      |
| Leigh Howard Kelland O’Brien                                                    | Madison               | -             | -             | -            | -       | -             | -             | -             | -             | -             | -             | -             | -             | -             | -             | -             | -             | – 20              | DNF           | 12     |
| Matthew Glaetzer Nathan Hart Matthew Richardson                                 | Teamsprint            | 42,371 s      | 3             | 42,103 s     | 1       | -             | -             | -             | -             | -             | -             | -             | -             | -             | -             | -             | -             | 44,013 s          | 4             | 4      |
| Leigh Howard Kelland O’Brien Alexander Porter Lucas Plapp Sam Welsford          | Mannschaftsverfolgung | 3:48,448 min  | 5             | 3:44,902 min | 1       | -             | -             | -             | -             | -             | -             | -             | -             | -             | -             | -             | -             | Gegner überrundet | 1             | Bronze |

Omnium
| Frauen            |        |    |   |    |    |    |    |   |   |    |    |
| Annette Edmondson | Omnium | 36 | 3 | 18 | 12 | 6  | 18 | 1 | 6 | 61 | 12 |
| Männer            |        |    |   |    |    |    |    |   |   |    |    |
| Sam Welsford      | Omnium | 30 | 6 | 16 | 13 | 24 | 9  | 9 | 3 | 79 | 11 |

#### Straße
| Athleten         | Wettbewerb       | Zeit         | Rang   |
| ---------------- | ---------------- | ------------ | ------ |
| Frauen           |                  |              |        |
| Amanda Spratt    | Straßenrennen    | DNF          | –      |
| Tiffany Cromwell | Straßenrennen    | 3:55:41 h    | 26     |
| Grace Brown      | Straßenrennen    | 4:02:16 h    | 47     |
| Grace Brown      | Einzelzeitfahren | 31:22,22 min | 4      |
| Sarah Gigante    | Straßenrennen    | 4:01:08 h    | 40     |
| Sarah Gigante    | Einzelzeitfahren | 33:01,60 min | 11     |
| Männer           |                  |              |        |
| Luke Durbridge   | Straßenrennen    | 6:21:46 h    | 72     |
| Lucas Hamilton   | Straßenrennen    | 6:21:46 h    | 71     |
| Richie Porte     | Straßenrennen    | 6:15:38 h    | 48     |
| Richie Porte     | Einzelzeitfahren | 1:00:53,67 h | 27     |
| Rohan Dennis     | Einzelzeitfahren | 56:08,09 min | Bronze |

#### BMX
| Athleten        | Wettbewerb | Viertelfinale | Viertelfinale | Halbfinale    | Halbfinale    | Finale        | Finale        | Rang |
| Athleten        | Wettbewerb | Punkte        | Rang          | Punkte        | Rang          | Zeit          | Rang          | Rang |
| --------------- | ---------- | ------------- | ------------- | ------------- | ------------- | ------------- | ------------- | ---- |
| Frauen          |            |               |               |               |               |               |               |      |
| Saya Sakakibara | BMX-Rennen | 11            | 4             | 14            | 5             | ausgeschieden | ausgeschieden | 9    |
| Lauren Reynolds | BMX-Rennen | 9             | 3             | 12            | 4             | 45,401 s      | 5             | 5    |
| Männer          |            |               |               |               |               |               |               |      |
| Anthony Dean    | BMX-Rennen | 16            | 6             | ausgeschieden | ausgeschieden | ausgeschieden | ausgeschieden | 22   |

| Athleten      | Wettbewerb | Qualifikation | Qualifikation | Finale | Finale |
| Athleten      | Wettbewerb | Punkte        | Rang          | Punkte | Rang   |
| ------------- | ---------- | ------------- | ------------- | ------ | ------ |
| Frauen        |            |               |               |        |        |
| Natalya Diehm | Freestyle  | 78,20         | 5             | 86,00  | 5      |
| Männer        |            |               |               |        |        |
| Logan Martin  | Freestyle  | 90,97         | 1             | 93,30  | Gold   |

#### Mountainbike
| Athleten          | Wettbewerb    | Zeit      | Rang |
| ----------------- | ------------- | --------- | ---- |
| Frauen            |               |           |      |
| Rebecca McConnell | Cross-Country | 1:30:29 h | 28   |
| Männer            |               |           |      |
| Daniel McConnell  | Cross-Country | 1:33:12 h | 30   |

### Reiten
Über die Weltreiterspiele 2018 haben sich die australischen Mannschaften bereits für alle drei Disziplinen im Reitsport (Dressur-, Spring- und Vielseitigkeitsreiten) qualifiziert. Somit stehen der australischen Delegation auch in den Einzelwettbewerben jeweils drei Startplätze bereits zu.

#### Dressurreiten
| Athleten                                                                  | Wettbewerb | Prozent    | Prozent       | Prozent       | Prozent       | Rang |
| Athleten                                                                  | Wettbewerb | Grand Prix | GP Spécial    | Durchschnitt  | GP Kür        | Rang |
| ------------------------------------------------------------------------- | ---------- | ---------- | ------------- | ------------- | ------------- | ---- |
| Mary Hanna mit Calanta                                                    | Einzel     | 67,981 %   | —             | –             | ausgeschieden | 40   |
| Kelly Layne mit Samhitas                                                  | Einzel     | 58,354 %   | —             | –             | ausgeschieden | 57   |
| Simone Pearce mit Destano                                                 | Einzel     | 68,494 %   | —             | –             | ausgeschieden | 36   |
| Mary Hanna mit Calanta Kelly Layne mit Samhitas Simone Pearce mit Destano | Mannschaft | 6273,5     | ausgeschieden | ausgeschieden | —             | 13   |

#### Springreiten
| Athleten                                     | Wettbewerb | Strafpunkte      | Strafpunkte   | Strafpunkte   | Strafpunkte   | Strafpunkte   | Strafpunkte   | Rang |
| Athleten                                     | Wettbewerb | 1. Qualifikation | Nationenpreis | Nationenpreis | Nationenpreis | Einzelfinale  | Einzelfinale  | Rang |
| Athleten                                     | Wettbewerb | 1. Qualifikation | 1. Umlauf     | 2. Umlauf     | Stechen       | 1. Umlauf     | 2. Umlauf     | Rang |
| -------------------------------------------- | ---------- | ---------------- | ------------- | ------------- | ------------- | ------------- | ------------- | ---- |
| Katie Laurie mit Casebrooke Lomond           | Einzel     | DNF              | ausgeschieden | ausgeschieden | ausgeschieden | ausgeschieden | ausgeschieden | -    |
| Edwina Tops-Alexander mit Identity Vitsereol | Einzel     | 4                | ausgeschieden | ausgeschieden | ausgeschieden | ausgeschieden | ausgeschieden | 31   |

#### Vielseitigkeitsreiten
| Athleten | Wettbewerb | Minuspunkte Dressur | Minuspunkte Gelände | Minuspunkte Springen | Minuspunkte Springen | Minuspunkte Gesamt | Rang   |
| --- | ---------- | ------------------- | ------------------- | -------------------- | -------------------- | ------------------ | ------ |
| Andrew Hoy mit Vassily de Lassos                                                                            | Einzel     | 29,60               | 0                   | 0                    | 0                    | 29,60              | Bronze |
| Kevin McNab mit Don Quidam                                                                                  | Einzel     | 32,10               | 2,80                | 0                    | 12                   | 46,90              | 14     |
| Shane Rose mit Virgil                                                                                       | Einzel     | 31,70               | 0                   | 4                    | 4                    | 39,70              | 10     |
| Andrew Hoy mit Vassily de Lassos Kevin McNab mit Don Quidam Shane Rose mit Virgil Stuart Tinney mit Leporis | Mannschaft | 93,40               | 2,80                | 4,00                 | 4,00                 | 100,20             | Silber |

### Rudern
| Athleten | Wettbewerb             | Vorlauf     | Vorlauf | Vorlauf       | Hoffnungslauf | Hoffnungslauf | Hoffnungslauf | Halbfinale  | Halbfinale | Halbfinale    | Finale         | Finale | Rang   |
| Athleten | Wettbewerb             | Zeit        | Platz   | Qualifikation | Zeit          | Platz         | Qualifikation | Zeit        | Platz      | Qualifikation | Zeit           | Platz  | Rang   |
| --- | ---------------------- | ----------- | ------- | ------------- | ------------- | ------------- | ------------- | ----------- | ---------- | ------------- | -------------- | ------ | ------ |
| Frauen |                        |             |         |               |               |               |               |             |            |               |                |        |        |
| Amanda Bateman Tara Rigney | Doppelzweier           | 6:53,30 min | 3       | Halbfinale    | –             | –             | –             | 7:15,25 min | 5          | Finale B      | 6:57,71 min    | 1      | 7      |
| Ria Thompson Rowena Meredith Harriet Hudson Caitlin Cronin                                                                              | Doppelvierer           | 6:26,21 min | 4       | Hoffnungslauf | 6:36,67 min   | 1             | Finale A      | —           | —          | —             | 6:12,08 min    | 3      | Bronze |
| Jessica Morrison Annabelle McIntyre | Zweier ohne Steuerfrau | 7:21,75 min | 1       | Halbfinale    | –             | –             | –             | 6:49,82 min | 4          | Finale B      | 6:56,46 min    | 1      | 7      |
| Lucy Stephan Rosemary Popa Jessica Morrison Annabelle McIntyre                                                                          | Vierer ohne Steuerfrau | 6:28,76 min | 1       | Finale A      | –             | –             | –             | —           | —          | —             | 6:15,37 min OR | 1      | Gold   |
| Genevieve Horton Olympia Aldersey Bronwyn Cox Giorgia Patten Sarah Hawe Georgina Rowe Katrina Werry Molly Goodman James Rook (Stm.)     | Achter                 | 6:18,95 min | 3       | Hoffnungslauf | 5:57,15 min   | 4             | Finale        | —           | —          | —             | 6:03,92 min    | 5      | 5      |
| Männer |                        |             |         |               |               |               |               |             |            |               |                |        |        |
| Jack Cleary Caleb Antill Cameron Girdlestone Luke Letcher                                                                               | Doppelvierer           | 5:41,54 min | 2       | Finale A      | –             | –             | –             | —           | —          | —             | 5:33,97 min    | 3      | Bronze |
| Sam Hardy Joshua Hicks | Zweier ohne Steuermann | 6:42,74 min | 1       | Halbfinale    | –             | –             | –             | 6:19,30 min | 4          | Finale B      | 6:30,20 min    | 4      | 10     |
| Alexander Purnell Spencer Turrin Jack Hargreaves Alexander Hill                                                                         | Vierer ohne Steuermann | 5:54,27 min | 1       | Finale A      | –             | –             | –             | —           | —          | —             | 5:42,76 min OR | 1      | Gold   |
| Nicholas Lavery Jack O’Brian Joshua Booth Simon Keenan Nicholas Purnell Timothy Masters Angus Dawson Angus Widdicombe Stuart Sim (Stm.) | Achter                 | 5:43,66 min | 4       | Hoffnungslauf | 5:25,06 min   | 4             | Finale        | —           | —          | —             | 5:36,23 min    | 6      | 6      |

### 7er-Rugby
| Wettbewerb         | Frauen | Männer |
| ------------------ | --- | --- |
| Athleten           | Madison Ashby Charlotte Caslick Demi Hayes Tia Hinds Alysia Lefau-Fakaosilea Maddison Levi Faith Nathan Sariah Paki Shannon Parry Evania Pelite Emma Tonegato Sharni Williams Dominique du Toit | Lachlan Anderson Josh Coward Lewis Holland Henry Hutchison Samu Kerevi Nathan Lawson Maurice Longbottom Nick Malouf Lachie Miller Dylan Pietsch Joe Pincus Dietrich Roache Josh Turner |
| Trainer            | | Tim Walsh |
| Gruppenphase       | Japan (48:0) China (26:10) Vereinigte Staaten (12:14) | Argentinien (19:29) Südkorea (42:5) Neuseeland (12:14) |
| Viertelfinale      | Fidschi (12:14) | Fidschi (0:19) |
| Halbfinale         | — | — |
| Finale             | — | — |
| Platzierungsspiele | ROC (35:7) Vereinigte Staaten (17:7) | Südafrika (19:22) Kanada (26:7) |
| Platzierung        | 5 | 7 |

### Schießen
| Athleten                            | Wettbewerb                                 | Qualifikation   | Qualifikation | Runde 1        | Runde 1 | Finale          | Finale        | Ringe/ Scheiben | Rang |
| Athleten                            | Wettbewerb                                 | Ringe/ Scheiben | Rang          | Ringe/Scheiben | Rang    | Ringe/ Scheiben | Rang          | Ringe/ Scheiben | Rang |
| ----------------------------------- | ------------------------------------------ | --------------- | ------------- | -------------- | ------- | --------------- | ------------- | --------------- | ---- |
| Frauen                              |                                            |                 |               |                |         |                 |               |                 |      |
| Dina Aspandiyarova                  | 10 m Luftpistole                           | 558             | 46            | —              | —       | ausgeschieden   | ausgeschieden | 558             | 46   |
| Laura Coles                         | Skeet                                      | 112             | 25            | —              | —       | ausgeschieden   | ausgeschieden | 112             | 25   |
| Elise Collier                       | 10 m Luftgewehr                            | 618,2           | 42            | —              | —       | ausgeschieden   | ausgeschieden | 618,2           | 42   |
| Elena Galiabovitch                  | 10 m Luftpistole                           | 569             | 27            | —              | —       | ausgeschieden   | ausgeschieden | 569             | 27   |
| Elena Galiabovitch                  | 25 m Sportpistole                          | 583             | 11            | —              | —       | ausgeschieden   | ausgeschieden | 583             | 11   |
| Katarina Kowplos                    | 10 m Luftgewehr                            | 617,2           | 45            | —              | —       | ausgeschieden   | ausgeschieden | 617,2           | 45   |
| Katarina Kowplos                    | 50 m Kleinkalibergewehr Dreistellungskampf | 1137            | 36            | —              | —       | ausgeschieden   | ausgeschieden | 1137            | 36   |
| Laetisha Scanlan                    | Trap                                       | 121             | 4             | —              | —       | 26              | 4             | 26              | 4    |
| Penny Smith                         | Trap                                       | 120             | 5             | —              | —       | 13              | 6             | 13              | 6    |
| Männer                              |                                            |                 |               |                |         |                 |               |                 |      |
| Paul Adams                          | Skeet                                      | 119             | 21            | —              | —       | ausgeschieden   | ausgeschieden | 119             | 21   |
| Sergei Evglevski                    | 25 m Schnellfeuerpistole                   | 572             | 17            | —              | —       | ausgeschieden   | ausgeschieden | 572             | 17   |
| Thomas Grice                        | Trap                                       | 119             | 25            | —              | —       | ausgeschieden   | ausgeschieden | 119             | 25   |
| Alex Hoberg                         | 10 m Luftgewehr                            | 625,6           | 21            | —              | —       | ausgeschieden   | ausgeschieden | 625,6           | 21   |
| Daniel Repacholi                    | 10 m Luftpistole                           | 568             | 30            | —              | —       | ausgeschieden   | ausgeschieden | 568             | 30   |
| Jack Rossiter                       | 50 m Kleinkalibergewehr Dreistellungskampf | 1160            | 29            | —              | —       | ausgeschieden   | ausgeschieden | 1160            | 29   |
| Dane Sampson                        | 10 m Luftgewehr                            | 623,5           | 30            | —              | —       | ausgeschieden   | ausgeschieden | 623,5           | 30   |
| Dane Sampson                        | 50 m Kleinkalibergewehr Dreistellungskampf | 1162            | 27            | —              | —       | ausgeschieden   | ausgeschieden | 1162            | 27   |
| James Willett                       | Trap                                       | 120             | 21            | —              | —       | ausgeschieden   | ausgeschieden | 120             | 21   |
| Mixed                               |                                            |                 |               |                |         |                 |               |                 |      |
| Alex Hoberg Elise Collier           | 10 m Luftgewehr                            | 623,6           | 19            | —              | —       | ausgeschieden   | ausgeschieden | 623,6           | 19   |
| Dane Sampson Katarina Kowplos       | 10 m Luftgewehr                            | 623,1           | 22            | —              | —       | ausgeschieden   | ausgeschieden | 623,1           | 22   |
| Daniel Repacholi Dina Aspandiyarova | 10 m Luftpistole                           | 576             | 6             | 380            | 8       | ausgeschieden   | ausgeschieden | 380             | 8    |
| Thomas Grice Penny Smith            | Trap                                       | 145             | 6             | —              | —       | ausgeschieden   | ausgeschieden | 145             | 6    |
| James Willett Laetisha Scanlan      | Trap                                       | 145             | 7             | —              | —       | ausgeschieden   | ausgeschieden | 145             | 7    |

### Schwimmen
| Athleten | Wettbewerb          | Vorlauf      | Vorlauf | Halbfinale    | Halbfinale    | Finale        | Finale        | Rang   |
| Athleten | Wettbewerb          | Zeit         | Rang    | Zeit          | Rang          | Zeit          | Rang          | Rang   |
| --- | ------------------- | ------------ | ------- | ------------- | ------------- | ------------- | ------------- | ------ |
| Frauen |                     |              |         |               |               |               |               |        |
| Cate Campbell | 50 m Freistil       | 24,15 s      | 3       | 24,27 s       | 6             | 24,36 s       | 7             | 7      |
| Cate Campbell | 100 m Freistil      | 52,80 s      | 4       | 52,71 s       | 3             | 52,52 s       | 3             | Bronze |
| Emma McKeon | 50 m Freistil       | 24,02 s      | 1       | 24,00 s       | 1             | 23,81 s       | 1             | Gold   |
| Emma McKeon | 100 m Freistil      | 52,13 s      | 1       | 52,32 s       | 1             | 51,96 s       | 1             | Gold   |
| Emma McKeon | 100 m Schmetterling | 55,82 s      | 1       | 56,33 s       | 3             | 55,72 s       | 3             | Bronze |
| Ariarne Titmus                                                                                                   | 200 m Freistil      | 1:55,88 min  | 4       | 1:54,82 min   | 1             | 1:53,50 min   | 1             | Gold   |
| Ariarne Titmus                                                                                                   | 400 m Freistil      | 4:01,66 min  | 3       | —             | —             | 3:56,69 min   | 1             | Gold   |
| Ariarne Titmus                                                                                                   | 800 m Freistil      | 8:18,99 min  | 6       | —             | —             | 8:13,83 min   | 2             | Silber |
| Madison Wilson                                                                                                   | 200 m Freistil      | 1:55,87 min  | 3       | 1:56,58 min   | 8             | 1:56,39 min   | 8             | 8      |
| Tamsin Cook | 400 m Freistil      | 4:04,80 min  | 9       | —             | —             | ausgeschieden | ausgeschieden | 9      |
| Kiah Melverton                                                                                                   | 800 m Freistil      | 8:20,45 min  | 7       | —             | —             | 8:22,25 min   | 6             | 6      |
| Kiah Melverton                                                                                                   | 1500 m Freistil     | 15:58,96 min | 8       | —             | —             | 16:00,36 min  | 6             | 6      |
| Maddy Gough | 1500 m Freistil     | 15:56,81 min | 7       | —             | —             | 16:05,81 min  | 8             | 8      |
| Jessica Hansen                                                                                                   | 100 m Brust         | 1:07,50 min  | 20      | ausgeschieden | ausgeschieden | ausgeschieden | ausgeschieden | 20     |
| Chelsea Hodges                                                                                                   | 100 m Brust         | 1:06,70 min  | 12      | 1:06,60 min   | 9             | ausgeschieden | ausgeschieden | 9      |
| Abbey Harkin | 200 m Brust         | 2:24,41 min  | 17      | ausgeschieden | ausgeschieden | ausgeschieden | ausgeschieden | 17     |
| Jenna Strauch | 200 m Brust         | 2:23,30 min  | 9       | 2:24,25 min   | 9             | ausgeschieden | ausgeschieden | 9      |
| Kaylee McKeown                                                                                                   | 100 m Rücken        | 57,88 s      | 1       | 58,11 s       | 3             | 57,47 s OR    | 1             | Gold   |
| Kaylee McKeown                                                                                                   | 200 m Rücken        | 2:08,18 min  | 1       | 2:07,93 min   | 5             | 2:04,68 min   | 1             | Gold   |
| Emily Seebohm | 100 m Rücken        | 58,86 s      | 5       | 58,59 s       | 6             | 58,45 s       | 5             | 5      |
| Emily Seebohm | 200 m Rücken        | 2:09,10 min  | 8       | 2:07,09 min   | 1             | 2:06,17 min   | 3             | Bronze |
| Brianna Throssell                                                                                                | 100 m Schmetterling | 58,08 s      | 16      | 57,59 s       | 12            | ausgeschieden | ausgeschieden | 12     |
| Brianna Throssell                                                                                                | 200 m Schmetterling | 2:09,34 min  | 9       | 2:08,41 min   | 6             | 2:09,48 min   | 8             | 8      |
| Kareena Lee | 10 km Freiwasser    | —            | —       | —             | —             | 1:59:32,5 h   | 3             | Bronze |
| Bronte Campbell Cate Campbell Meg Harris Emma McKeon Mollie O’Callaghan Madison Wilson                           | 4 × 100 m Freistil  | 3:31,73 min  | 1       | —             | —             | 3:29,69 min   | 1             | Gold   |
| Tamsin Cook Meg Harris Emma McKeon Leah Neale Mollie O’Callaghan Brianna Throssell Ariarne Titmus Madison Wilson | 4 × 200 m Freistil  | 7:44,61 min  | 1       | —             | —             | 7:41,29 min   | 3             | Bronze |
| Chelsea Hodges Emma McKeon Kaylee McKeown Mollie O’Callaghan Emily Seebohm Brianna Throssell                     | 4 × 100 m Lagen     | 3:55,39 min  | 3       | —             | —             | 3:51,60 min   | 1             | Gold   |
| Männer |                     |              |         |               |               |               |               |        |
| Cameron McEvoy                                                                                                   | 50 m Freistil       | 22,31 s      | 29      | ausgeschieden | ausgeschieden | ausgeschieden | ausgeschieden | 29     |
| Cameron McEvoy                                                                                                   | 100 m Freistil      | 48,72 s      | 24      | ausgeschieden | ausgeschieden | ausgeschieden | ausgeschieden | 24     |
| Kyle Chalmers | 100 m Freistil      | 47,77 s      | 3       | 47,80 s       | 6             | 47,08 s       | 2             | Silber |
| Thomas Neill | 200 m Freistil      | 1:45,81 min  | 8       | 1:45,74 min   | 9             | ausgeschieden | ausgeschieden | 9      |
| Thomas Neill | 1500 m Freistil     | 15:04,65 min | 16      | —             | —             | ausgeschieden | ausgeschieden | 16     |
| Elijah Winnington                                                                                                | 200 m Freistil      | 1:46,99 min  | 22      | ausgeschieden | ausgeschieden | ausgeschieden | ausgeschieden | 22     |
| Elijah Winnington                                                                                                | 400 m Freistil      | 3:45,20 min  | 4       | —             | —             | 3:45,20 min   | 7             | 7      |
| Jack McLoughlin                                                                                                  | 400 m Freistil      | 3:45,20 min  | 5       | —             | —             | 3:43,52 min   | 2             | Silber |
| Jack McLoughlin                                                                                                  | 800 m Freistil      | 7:46,94 min  | 6       | —             | —             | 7:45,00 min   | 5             | 5      |
| Jack McLoughlin                                                                                                  | 1500 m Freistil     | 14:56,98 min | 10      | —             | —             | ausgeschieden | ausgeschieden | 10     |
| Zac Stubblety-Cook                                                                                               | 100 m Brust         | 1:00,05 min  | 24      | ausgeschieden | ausgeschieden | ausgeschieden | ausgeschieden | 24     |
| Zac Stubblety-Cook                                                                                               | 200 m Brust         | 2:07,37 min  | 1       | 2:07,35 min   | 1             | 2:06,38 min   | 1             | Gold   |
| Matthew Wilson                                                                                                   | 100 m Brust         | 1:00,03 min  | 22      | ausgeschieden | ausgeschieden | ausgeschieden | ausgeschieden | 22     |
| Matthew Wilson                                                                                                   | 200 m Brust         | 2:09,29 min  | 10      | 2:10,10 min   | 14            | ausgeschieden | ausgeschieden | 14     |
| Isaac Cooper | 100 m Rücken        | 53,73 s      | 13      | 53,43 s       | 12            | ausgeschieden | ausgeschieden | 12     |
| Mitch Larkin | 100 m Rücken        | 52,97 s      | 4       | 52,76 s       | 3             | 52,79 s       | 7             | 7      |
| Mitch Larkin | 200 m Lagen         | 1:57,50 min  | 9       | 1:57,80 min   | 10            | ausgeschieden | ausgeschieden | 10     |
| Tristan Hollard                                                                                                  | 200 m Rücken        | 1:57,24 min  | 10      | 1:56,92 min   | 10            | ausgeschieden | ausgeschieden | 10     |
| David Morgan | 100 m Schmetterling | 52,31 s      | 30      | ausgeschieden | ausgeschieden | ausgeschieden | ausgeschieden | 30     |
| David Morgan | 200 m Schmetterling | 2:00,27 min  | 35      | ausgeschieden | ausgeschieden | ausgeschieden | ausgeschieden | 35     |
| Matthew Temple                                                                                                   | 100 m Schmetterling | 51,39 s      | 8       | 51,12 s       | 6             | 50,92 s       | 5             | 5      |
| Matthew Temple                                                                                                   | 200 m Schmetterling | 1:56,25 min  | 18      | ausgeschieden | ausgeschieden | ausgeschieden | ausgeschieden | 18     |
| Brendon Smith | 200 m Lagen         | 1:58,57 min  | 22      | ausgeschieden | ausgeschieden | ausgeschieden | ausgeschieden | 22     |
| Brendon Smith | 400 m Lagen         | 4:09,27 min  | 1       | —             | —             | 4:10,38 min   | 3             | Bronze |
| Se-Bom Lee | 400 m Lagen         | 4:15,76 min  | 16      | —             | —             | ausgeschieden | ausgeschieden | 16     |
| Kai Edwards | 10 km Freiwasser    | —            | —       | —             | —             | 1:53:04,0 h   | 12            | 12     |
| Kyle Chalmers Alexander Graham Zac Incerti Cameron McEvoy Matthew Temple                                         | 4 × 100 m Freistil  | 3:11,89 min  | 3       | —             | —             | 3:10,22 min   | 3             | Bronze |
| Kyle Chalmers Alexander Graham Mack Horton Zac Incerti Thomas Neill Elijah Winnington                            | 4 × 200 m Freistil  | 7:05,00 min  | 2       | —             | —             | 7:01,84 min   | 3             | Bronze |
| Kyle Chalmers Mitch Larkin David Morgan Zac Stubblety-Cook Matthew Temple                                        | 4 × 100 m Lagen     | 3:32,08 min  | 6       | —             | —             | 3:29,60 min   | 5             | 5      |
| Mixed |                     |              |         |               |               |               |               |        |
| Bronte Campbell Isaac Cooper Emma McKeon Kaylee McKeown Zac Stubblety-Cook Matthew Temple Brianna Throssell      | 4 × 100 m Lagen     | 3:42,35 min  | 4       | —             | —             | 3:38,95 min   | 3             | Bronze |

### Segeln
| Athleten                       | Wettbewerb   | Qualifikation | Qualifikation | Medal Race    | Medal Race    | Punkte | Rang |
| Athleten                       | Wettbewerb   | Punkte        | Rang          | Punkte        | Rang          | Punkte | Rang |
| ------------------------------ | ------------ | ------------- | ------------- | ------------- | ------------- | ------ | ---- |
| Frauen                         |              |               |               |               |               |        |      |
| Mara Stransky                  | Laser Radial | 130           | 14            | ausgeschieden | ausgeschieden | 130    | 14   |
| Nia Jerwood Monique de Vries   | 470er        | 117           | 16            | ausgeschieden | ausgeschieden | 117    | 16   |
| Tess Lloyd Jaime Ryan          | 49erFX       | 109           | 13            | ausgeschieden | ausgeschieden | 109    | 13   |
| Männer                         |              |               |               |               |               |        |      |
| Matthew Wearn                  | Laser        | 49            | 1             | 4             | 2             | 53     | Gold |
| Jake Lilley                    | Finn Dinghy  | 63            | 7             | 6             | 3             | 69     | 7    |
| Mathew Belcher William Ryan    | 470er        | 21            | 1             | 2             | 1             | 23     | Gold |
| William Phillips Sam Phillips  | 49er         | 111           | 12            | ausgeschieden | ausgeschieden | 111    | 12   |
| Mixed                          |              |               |               |               |               |        |      |
| Lisa Darmanin Jason Waterhouse | Nacra 17     | 54            | 4             | 18            | 9             | 72     | 5    |

### Skateboard
| Athleten       | Wettbewerb | Qualifikation | Qualifikation | Finale        | Finale        | Rang |
| Athleten       | Wettbewerb | Punkte        | Rang          | Punkte        | Rang          | Rang |
| -------------- | ---------- | ------------- | ------------- | ------------- | ------------- | ---- |
| Frauen         |            |               |               |               |               |      |
| Poppy Olsen    | Park       | 44,03         | 6             | 46,04         | 5             | 5    |
| Hayley Wilson  | Street     | 5,34          | 16            | ausgeschieden | ausgeschieden | 16   |
| Männer         |            |               |               |               |               |      |
| Keegan Palmer  | Park       | 77,00         | 5             | 95,83         | 1             | Gold |
| Kieran Woolley | Park       | 82,69         | 2             | 82,04         | 5             | 5    |
| Shane O’Neill  | Street     | 19,52         | 16            | ausgeschieden | ausgeschieden | 16   |

### Softball
| Wettbewerb   | Frauen |
| ------------ | --- |
| Athleten     | Ellen Roberts Tarni Stepto Kaia Parnaby Gabbie Plain Belinda White Chelsea Forkin Taylah Tsitsikronis Clare Warwick Stacey McManus Stacey Porter Rachel Lack Leah Parry Jade Wall Leigh Godfrey Michelle Cox |
| Trainer      | Nathan Jones |
| Gruppenphase | Japan (1:8) Italien (1:0) Kanada (1:7) Vereinigte Staaten (1:2 n. V.) Mexiko (1:4) |
| Finale       | ausgeschieden |
| Platzierung  | 5 |

### Sportklettern
| Athleten         | Wettbewerb             | Qualifikation | Qualifikation | Qualifikation | Qualifikation | Qualifikation | Finale        | Finale        | Finale        | Finale        | Finale        | Rang |
| Athleten         | Wettbewerb             | Speed         | Bouldern      | Schwierigkeit | Punkte        | Rang          | Speed         | Bouldern      | Schwierigkeit | Punkte        | Rang          | Rang |
| ---------------- | ---------------------- | ------------- | ------------- | ------------- | ------------- | ------------- | ------------- | ------------- | ------------- | ------------- | ------------- | ---- |
| Frauen           |                        |               |               |               |               |               |               |               |               |               |               |      |
| Oceana Mackenzie | Olympische Kombination | 13            | 12            | 16            | 2496          | 19            | ausgeschieden | ausgeschieden | ausgeschieden | ausgeschieden | ausgeschieden | 19   |
| Männer           |                        |               |               |               |               |               |               |               |               |               |               |      |
| Tom O’Halloran   | Olympische Kombination | 17            | 19,5          | 19            | 6298,5        | 20            | ausgeschieden | ausgeschieden | ausgeschieden | ausgeschieden | ausgeschieden | 20   |

### Surfen
| Athleten          | Wettbewerb | 1. Runde | 1. Runde | 2. Runde | 2. Runde | 3. Runde     | 3. Runde    | Viertelfinale | Viertelfinale | Halbfinale    | Halbfinale    | Finale / Platz 3 | Finale / Platz 3 | Rang   |
| Athleten          | Wettbewerb | Punkte   | Rang     | Punkte   | Rang     | Gegner       | Ergebnis    | Gegner        | Ergebnis      | Gegner        | Ergebnis      | Gegner           | Ergebnis         | Rang   |
| ----------------- | ---------- | -------- | -------- | -------- | -------- | ------------ | ----------- | ------------- | ------------- | ------------- | ------------- | ---------------- | ---------------- | ------ |
| Frauen            |            |          |          |          |          |              |             |               |               |               |               |                  |                  |        |
| Sally Fitzgibbons | Shortboard | 12,50    | 1        | Freilos  | Freilos  | P. Ado       | 10,86:9,03  | A. Tsuzuki    | 11,67:13,27   | ausgeschieden | ausgeschieden | ausgeschieden    | ausgeschieden    | 5      |
| Stephanie Gilmore | Shortboard | 14,50    | 1        | Freilos  | Freilos  | B. Buitendag | 10,00:13,93 | ausgeschieden | ausgeschieden | ausgeschieden | ausgeschieden | ausgeschieden    | ausgeschieden    | 9      |
| Männer            |            |          |          |          |          |              |             |               |               |               |               |                  |                  |        |
| Julian Wilson     | Shortboard | 8,77     | 4        | 11,27    | 3        | G. Medina    | 13,00:14,33 | ausgeschieden | ausgeschieden | ausgeschieden | ausgeschieden | ausgeschieden    | ausgeschieden    | 9      |
| Owen Wright       | Shortboard | 10,40    | 1        | Freilos  | Freilos  | J. Flores    | 15,00:12,90 | L. Mesinas    | 12,74:7,83    | I. Ferreira   | 12,47:13,17   | G. Medina        | 11,97:11,77      | Bronze |

### Synchronschwimmen
| Athletinnen | Wettbewerb | Qualifikation     | Qualifikation     | Qualifikation  | Qualifikation  | Qualifikation | Qualifikation | Finale         | Finale         | Finale           | Finale           |
| Athletinnen | Wettbewerb | Technische Kür TK | Technische Kür TK | Freie Kür FK-Q | Freie Kür FK-Q | Gesamt        | Gesamt        | Freie Kür FK-F | Freie Kür FK-F | Gesamt TK + FK-F | Gesamt TK + FK-F |
| Athletinnen | Wettbewerb | Punkte            | Rang              | Punkte         | Rang           | Punkte        | Rang          | Punkte         | Rang           | Punkte           | Rang             |
| --- | ---------- | ----------------- | ----------------- | -------------- | -------------- | ------------- | ------------- | -------------- | -------------- | ---------------- | ---------------- |
| Frauen |            |                   |                   |                |                |               |               |                |                |                  |                  |
| Emily Rogers Amie Thompson                                                                                                | Duett      | 76,3667           | 21                | 75,5343        | 20             | 151,9010      | 20            | ausgeschieden  | ausgeschieden  | ausgeschieden    | ausgeschieden    |
| Carolyn Rayna Buckle Hannah Burkhill Kiera Gazzard Alessandra Ho Kirsten Kinash Rachel Presser Emily Rogers Amie Thompson | Mannschaft | 75,6351           | 9                 | –              | –              | –             | –             | 77,3667        | 9              | 153,0018         | 9                |

### Taekwondo
| Athleten      | Wettbewerb | Achtelfinale    | Achtelfinale | Viertelfinale | Viertelfinale | Hoffnungsrunde Halbfinale | Hoffnungsrunde Halbfinale | Halbfinale    | Halbfinale    | Hoffnungsrunde Finale | Hoffnungsrunde Finale | Finale        | Finale        | Rang |
| Athleten      | Wettbewerb | Gegner          | Ergebnis     | Gegner        | Ergebnis      | Gegner                    | Ergebnis                  | Gegner        | Ergebnis      | Gegner                | Ergebnis              | Gegner        | Ergebnis      | Rang |
| ------------- | ---------- | --------------- | ------------ | ------------- | ------------- | ------------------------- | ------------------------- | ------------- | ------------- | --------------------- | --------------------- | ------------- | ------------- | ---- |
| Frauen        |            |                 |              |               |               |                           |                           |               |               |                       |                       |               |               |      |
| Stacey Hymer  | bis 57 kg  | S. Park         | 15:25        | ausgeschieden | ausgeschieden | ausgeschieden             | ausgeschieden             | ausgeschieden | ausgeschieden | ausgeschieden         | ausgeschieden         | ausgeschieden | ausgeschieden | 11   |
| Reba Stewart  | über 67 kg | A. Kowalczuk    | 2:7          | ausgeschieden | ausgeschieden | ausgeschieden             | ausgeschieden             | ausgeschieden | ausgeschieden | ausgeschieden         | ausgeschieden         | ausgeschieden | ausgeschieden | 11   |
| Männer        |            |                 |              |               |               |                           |                           |               |               |                       |                       |               |               |      |
| Safwan Khalil | bis 58 kg  | R. Sawekwiharee | 7:23         | ausgeschieden | ausgeschieden | ausgeschieden             | ausgeschieden             | ausgeschieden | ausgeschieden | ausgeschieden         | ausgeschieden         | ausgeschieden | ausgeschieden | 11   |
| Jack Marton   | bis 80 kg  | S. Eissa        | 1:11         | ausgeschieden | ausgeschieden | ausgeschieden             | ausgeschieden             | ausgeschieden | ausgeschieden | ausgeschieden         | ausgeschieden         | ausgeschieden | ausgeschieden | 11   |

### Tennis
| Athleten                     | Wettbewerb | 1. Runde                    | 1. Runde         | 2. Runde             | 2. Runde       | Achtelfinale            | Achtelfinale  | Viertelfinale                | Viertelfinale    | Halbfinale                             | Halbfinale        | Finale / Platz 3           | Finale / Platz 3 |
| Athleten                     | Wettbewerb | Gegner                      | Ergebnis         | Gegner               | Ergebnis       | Gegner                  | Ergebnis      | Gegner                       | Ergebnis         | Gegner                                 | Ergebnis          | Gegner                     | Ergebnis         |
| ---------------------------- | ---------- | --------------------------- | ---------------- | -------------------- | -------------- | ----------------------- | ------------- | ---------------------------- | ---------------- | -------------------------------------- | ----------------- | -------------------------- | ---------------- |
| Frauen                       |            |                             |                  |                      |                |                         |               |                              |                  |                                        |                   |                            |                  |
| Ashleigh Barty               | Einzel     | S. Sorribes Tormo           | 4:6, 3:6         | ausgeschieden        | ausgeschieden  | ausgeschieden           | ausgeschieden | ausgeschieden                | ausgeschieden    | ausgeschieden                          | ausgeschieden     | ausgeschieden              | ausgeschieden    |
| Ajla Tomljanović             | Einzel     | J. Schwedowa                | 7:5, 3:2 Aufgabe | E. Switolina         | 6:4, 3:6, 4:6  | ausgeschieden           | ausgeschieden | ausgeschieden                | ausgeschieden    | ausgeschieden                          | ausgeschieden     | ausgeschieden              | ausgeschieden    |
| Samantha Stosur              | Einzel     | J. Rybakina                 | 4:6, 2:6         | ausgeschieden        | ausgeschieden  | ausgeschieden           | ausgeschieden | ausgeschieden                | ausgeschieden    | ausgeschieden                          | ausgeschieden     | ausgeschieden              | ausgeschieden    |
| Ashleigh Barty Storm Sanders | Doppel     | N. Hibino / M. Ninomiya     | 6:1, 6:2         | —                    | —              | Y. Xu / Z. Yang         | 6:4, 6:4      | B. Krejčíková / K. Siniaková | 6:3, 4:6, [7:10] | ausgeschieden                          | ausgeschieden     | ausgeschieden              | ausgeschieden    |
| Ellen Perez Samantha Stosur  | Doppel     | J. Ostapenko / A. Sevastova | 4:6, 6:1, [10:5] | —                    | —              | M. Niculescu / R. Olaru | 7:63, 7:5     | B. Bencic / V. Golubic       | 4:6, 4:6         | ausgeschieden                          | ausgeschieden     | ausgeschieden              | ausgeschieden    |
| Männer                       |            |                             |                  |                      |                |                         |               |                              |                  |                                        |                   |                            |                  |
| John Millman                 | Einzel     | L. Musetti                  | 6:3, 6:4         | A. Davidovich Fokina | 4:6, 7:64, 3:6 | ausgeschieden           | ausgeschieden | ausgeschieden                | ausgeschieden    | ausgeschieden                          | ausgeschieden     | ausgeschieden              | ausgeschieden    |
| James Duckworth              | Einzel     | L. Klein                    | 5:7, 6:3, 7:64   | K. Chatschanow       | 5:7, 1:6       | ausgeschieden           | ausgeschieden | ausgeschieden                | ausgeschieden    | ausgeschieden                          | ausgeschieden     | ausgeschieden              | ausgeschieden    |
| Luke Saville                 | Einzel     | H. Hurkacz                  | 2:6, 4:6         | ausgeschieden        | ausgeschieden  | ausgeschieden           | ausgeschieden | ausgeschieden                | ausgeschieden    | ausgeschieden                          | ausgeschieden     | ausgeschieden              | ausgeschieden    |
| Max Purcell                  | Einzel     | F. Auger-Aliassime          | 6:4, 7:62        | D. Koepfer           | 3:6, 0:6       | ausgeschieden           | ausgeschieden | ausgeschieden                | ausgeschieden    | ausgeschieden                          | ausgeschieden     | ausgeschieden              | ausgeschieden    |
| John Peers Max Purcell       | Doppel     | A. Krajicek / T. Sandgren   | 6:3, 6:75, 5:7   | —                    | —              | ausgeschieden           | ausgeschieden | ausgeschieden                | ausgeschieden    | ausgeschieden                          | ausgeschieden     | ausgeschieden              | ausgeschieden    |
| John Millman Luke Saville    | Doppel     | O. Marach / P. Oswald       | 5:7, 2:6         | —                    | —              | ausgeschieden           | ausgeschieden | ausgeschieden                | ausgeschieden    | ausgeschieden                          | ausgeschieden     | ausgeschieden              | ausgeschieden    |
| Mixed                        |            |                             |                  |                      |                |                         |               |                              |                  |                                        |                   |                            |                  |
| Ashleigh Barty John Peers    | Mixed      | N. Podoroska / H. Zeballos  | 6:1, 7:63        | —                    | —              | —                       | —             | M. Sakkari / S. Tsitsipas    | 6:4, 4:6, [10:6] | A. S. Pawljutschenkowa / A. A. Rubljow | 7:5, 4:6, [11:13] | N. Stojanović / N. Đoković | w/o Bronze       |

### Tischtennis
| Athleten                                      | Wettbewerb | Vorrunde        | Vorrunde | 1. Runde         | 1. Runde | 2. Runde      | 2. Runde      | 3. Runde      | 3. Runde      | Achtelfinale                   | Achtelfinale  | Viertelfinale | Viertelfinale | Halbfinale    | Halbfinale    | Finale/Platz 3 | Finale/Platz 3 | Rang  |
| Athleten                                      | Wettbewerb | Gegner          | Erg.     | Gegner           | Erg.     | Gegner        | Erg.          | Gegner        | Erg.          | Gegner                         | Erg.          | Gegner        | Erg.          | Gegner        | Erg.          | Gegner         | Erg.           | Rang  |
| --------------------------------------------- | ---------- | --------------- | -------- | ---------------- | -------- | ------------- | ------------- | ------------- | ------------- | ------------------------------ | ------------- | ------------- | ------------- | ------------- | ------------- | -------------- | -------------- | ----- |
| Frauen                                        |            |                 |          |                  |          |               |               |               |               |                                |               |               |               |               |               |                |                |       |
| Michelle Bromley                              | Einzel     | —               | —        | Natalia Partyka  | 0:4      | ausgeschieden | ausgeschieden | ausgeschieden | ausgeschieden | ausgeschieden                  | ausgeschieden | ausgeschieden | ausgeschieden | ausgeschieden | ausgeschieden | ausgeschieden  | ausgeschieden  | 49–64 |
| Jian Fang Lay                                 | Einzel     | Daniela Fonseca | 4:0      | Debora Vivarelli | 4:1      | Li Qian       | 4:2           | Han Ying      | 0:4           | ausgeschieden                  | ausgeschieden | ausgeschieden | ausgeschieden | ausgeschieden | ausgeschieden | ausgeschieden  | ausgeschieden  | 17–32 |
| Michelle Bromley Jian Fang Lay Melissa Tapper | Mannschaft | —               | —        | —                | —        | —             | —             | —             | —             | Deutschland                    | 0:3           | ausgeschieden | ausgeschieden | ausgeschieden | ausgeschieden | ausgeschieden  | ausgeschieden  | 9–16  |
| Männer                                        |            |                 |          |                  |          |               |               |               |               |                                |               |               |               |               |               |                |                |       |
| David Powell                                  | Einzel     | —               | —        | Pavel Širuček    | w/o      | Wang Yang     | 0:4           | ausgeschieden | ausgeschieden | ausgeschieden                  | ausgeschieden | ausgeschieden | ausgeschieden | ausgeschieden | ausgeschieden | ausgeschieden  | ausgeschieden  | 33–48 |
| Yan Xin                                       | Einzel     | —               | —        | Ovidiu Ionescu   | 1:4      | ausgeschieden | ausgeschieden | ausgeschieden | ausgeschieden | ausgeschieden                  | ausgeschieden | ausgeschieden | ausgeschieden | ausgeschieden | ausgeschieden | ausgeschieden  | ausgeschieden  | 49–64 |
| David Powell Yan Xin Hu Heming                | Mannschaft | —               | —        | —                | —        | —             | —             | —             | —             | Japan                          | 0:3           | ausgeschieden | ausgeschieden | ausgeschieden | ausgeschieden | ausgeschieden  | ausgeschieden  | 9–16  |
| Mixed                                         |            |                 |          |                  |          |               |               |               |               |                                |               |               |               |               |               |                |                |       |
| Hu Heming Melissa Tapper                      | Doppel     | —               | —        | —                | —        | —             | —             | —             | —             | Emmanuel Lebesson Yuan Jia Nan | 0:4           | ausgeschieden | ausgeschieden | ausgeschieden | ausgeschieden | ausgeschieden  | ausgeschieden  | 9–16  |

### Triathlon
| Athleten                                                       | Wettbewerb | Zeit      | Rang |
| -------------------------------------------------------------- | ---------- | --------- | ---- |
| Frauen                                                         |            |           |      |
| Ashleigh Gentle                                                | Einzel     | LAP       | –    |
| Jaz Hedgeland                                                  | Einzel     | LAP       | –    |
| Emma Jeffcoat                                                  | Einzel     | 2:02:57 h | 26   |
| Männer                                                         |            |           |      |
| Jacob Birtwhistle                                              | Einzel     | 1:46:32 h | 16   |
| Matthew Hauser                                                 | Einzel     | 1:47:35 h | 24   |
| Aaron Royle                                                    | Einzel     | 1:47:57 h | 26   |
| Mixed                                                          |            |           |      |
| Jacob Birtwhistle Ashleigh Gentle Matthew Hauser Emma Jeffcoat | Staffel    | 1:26:27 h | 9    |

### Turnen

#### Gerätturnen
| Athleten        | Wettbewerb       | Qualifikation | Qualifikation | Finale        | Finale        | Rang |
| Athleten        | Wettbewerb       | Punkte        | Rang          | Punkte        | Rang          | Rang |
| --------------- | ---------------- | ------------- | ------------- | ------------- | ------------- | ---- |
| Frauen          |                  |               |               |               |               |      |
| Georgia Godwin  | Boden            | 13,166        | 26            | ausgeschieden | ausgeschieden | 26   |
| Georgia Godwin  | Schwebebalken    | 12,900        | 38            | ausgeschieden | ausgeschieden | 38   |
| Georgia Godwin  | Sprung           | 13,766        | 44            | ausgeschieden | ausgeschieden | 44   |
| Georgia Godwin  | Stufenbarren     | 13,033        | 45            | ausgeschieden | ausgeschieden | 45   |
| Georgia Godwin  | Mehrkampf Einzel | 52,865        | 37            | ausgeschieden | ausgeschieden | 37   |
| Emily Whitehead | Boden            | 12,566        | 52            | ausgeschieden | ausgeschieden | 52   |
| Emily Whitehead | Schwebebalken    | 12,666        | 45            | ausgeschieden | ausgeschieden | 45   |
| Emily Whitehead | Sprung           | 14,000        | 40            | ausgeschieden | ausgeschieden | 40   |
| Emily Whitehead | Stufenbarren     | 13,066        | 43            | ausgeschieden | ausgeschieden | 43   |
| Emily Whitehead | Mehrkampf Einzel | 52,298        | 44            | ausgeschieden | ausgeschieden | 44   |
| Männer          |                  |               |               |               |               |      |
| Tyson Bull      | Barren           | 13,566        | 54            | ausgeschieden | ausgeschieden | 54   |
| Tyson Bull      | Reck             | 14,433        | 7             | 12,466        | 5             | 5    |

#### Rhythmische Sportgymnastik
| Athletinnen                                                                  | Wettbewerb | Qualifikation | Qualifikation | Finale        | Finale        | Rang |
| Athletinnen                                                                  | Wettbewerb | Punkte        | Rang          | Punkte        | Rang          | Rang |
| ---------------------------------------------------------------------------- | ---------- | ------------- | ------------- | ------------- | ------------- | ---- |
| Frauen                                                                       |            |               |               |               |               |      |
| Lidiia Iakovleva                                                             | Einzel     | 78,775        | 23            | ausgeschieden | ausgeschieden | 23   |
| Emily Abbot Alexandra Aristoteli Alannah Mathews Himeka Onoda Felicity White | Gruppe     | 40,350        | 14            | ausgeschieden | ausgeschieden | 14   |

#### Trampolinturnen
| Athleten          | Wettbewerb | Qualifikation | Qualifikation | Finale        | Finale        | Rang |
| Athleten          | Wettbewerb | Punkte        | Rang          | Punkte        | Rang          | Rang |
| ----------------- | ---------- | ------------- | ------------- | ------------- | ------------- | ---- |
| Frauen            |            |               |               |               |               |      |
| Jessica Pickering | Einzel     | 34,190        | 16            | ausgeschieden | ausgeschieden | 16   |
| Männer            |            |               |               |               |               |      |
| Dominic Clarke    | Einzel     | 111,680       | 4             | 24,955        | 8             | 8    |

### Wasserball
Mit dem Gewinn der Ozeanien Selektion haben sich die australischen Wasserballnationalmannschaften der Frauen und der Männer für das olympische Wasserballturnier qualifiziert.
| Wettbewerb         | Frauen | Männer |
| ------------------ | --- | --- |
| Athleten           | Abby Andrews Zoe Arancini Elle Armit Hannah Buckling Keesja Gofers Bronte Halligan Matilda Kearns Bronwen Knox Lena Mihailovic Gabriella Palm Amy Ridge Rowie Webster Lea Yanitsas | Richard Campbell Joel Dennerley Blake Edwards Lachlan Edwards Andrew Ford George Ford Rhys Howden Anthony Hrysanthos Nathan Power Timothy Putt Aidan Roach Goran Tomasevic Aaron Younger |
| Trainer            | Predrag Mihailović | Elvis Fatović |
| Gruppenphase       | Kanada (8:5) Niederlande (15:12) Spanien (9:15) Südafrika (14:1) | Montenegro (10:15) Kroatien (11:8) Serbien (8:14) Spanien (5:16) Kasachstan (15:7) |
| Viertelfinale      | ROC (8:9) | ausgeschieden |
| Platzierungsspiele | Kanada (14:12 n. PSO) Niederlande (14:7) | ausgeschieden |
| Halbfinale         | ausgeschieden | ausgeschieden |
| Finale             | ausgeschieden | ausgeschieden |
| Platzierung        | 5 | 9 |

### Wasserspringen
| Athleten         | Wettbewerb        | Vorkampf | Vorkampf | Halbfinale    | Halbfinale    | Finale        | Finale        | Rang   |
| Athleten         | Wettbewerb        | Punkte   | Rang     | Punkte        | Rang          | Punkte        | Rang          | Rang   |
| ---------------- | ----------------- | -------- | -------- | ------------- | ------------- | ------------- | ------------- | ------ |
| Frauen           |                   |          |          |               |               |               |               |        |
| Esther Qin       | Kunstspringen 3 m | 292,80   | 9        | 309,15        | 8             | 261,95        | 12            | 12     |
| Anabelle Smith   | Kunstspringen 3 m | 272,05   | 18       | 285,60        | 14            | ausgeschieden | ausgeschieden | 14     |
| Nikita Hains     | Turmspringen 10 m | 270,00   | 21       | ausgeschieden | ausgeschieden | ausgeschieden | ausgeschieden | 21     |
| Melissa Wu       | Turmspringen 10 m | 351,20   | 4        | 334,50        | 5             | 371,40        | 3             | Bronze |
| Männer           |                   |          |          |               |               |               |               |        |
| Li Shixin        | Kunstspringen 3 m | 320,35   | 27       | ausgeschieden | ausgeschieden | ausgeschieden | ausgeschieden | 27     |
| Samuel Fricker   | Turmspringen 10 m | 306,50   | 28       | ausgeschieden | ausgeschieden | ausgeschieden | ausgeschieden | 28     |
| Cassiel Rousseau | Turmspringen 10 m | 423,55   | 8        | 444,10        | 6             | 430,35        | 8             | 8      |